# Histoire des Juifs en Russie

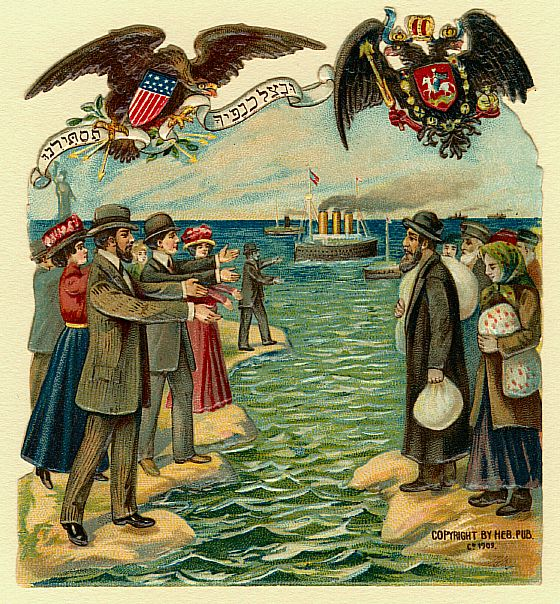
Carte de vœux de 1909 - les Juifs américains accueillent les émigrants de l’Empire russe. La posture des deux aigles est signifiante.

L’histoire des Juifs en Russie remonte aux premiers siècles avant notre ère et se poursuit jusqu’à ce jour dans les divers territoires historiques de cette aire culturelle : Scythie, Khazarie, Rous' de Kiev, Doros, Gazarie, Caucase, états de la Horde d'or, principautés ruthènes-russes et de Tmoutarakan, khanats de Crimée, de Hadjitarkhan ou de Kazan, Empire russe, Union soviétique et États issus de celle-ci.

## Présentation
D’anciennes communautés juives sont attestées en Crimée et sur le littoral oriental de la mer Noire, alors que les tribus slaves ne se sont pas encore constituées en États. Ainsi, l'une des plus vieilles synagogues connues, datant du Ier siècle et ayant fonctionné au moins jusqu'au Ve siècle est celle de Phanagoria, une colonie grecque  au nord de la mer Noire en 
Russie.
Ces communautés sont, pour certaines, des Romaniotes de culture grecque, et pour d’autres, des turcophones peut-être en lien avec la conversion des Khazars au judaïsme, mais plus sûrement avec la conquête ottomane. Elles s’étendent et prospèrent pendant le Moyen Âge mais stagnent et déclinent lorsqu’Ivan III de Russie réunit autour de la Moscovie les autres principautés russes, constituant de fait l’Empire russe (avec le titre de Tsar de toutes les Russies). Les Juifs n’y sont plus admis comme résidents, mais seulement tolérés comme voyageurs ou marchands ambulants (Juif errant). Ils ne font leur retour dans l’Empire russe qu’à la fin du XVIIIe siècle, lorsqu’il annexe à l’ouest et au sud de vastes territoires auparavant sous souveraineté suédoise, polono-lituanienne, moldave ou ottomane. Il s'agit à ce moment de communautés ashkénazes dans le nord et l’ouest, et karaïtes ou mizrahites dans le sud. Les ashkénazes, de langue yiddish, sont de loin les plus nombreux.
Après que Pierre Ier de Russie eut obtenu l’accès à la mer Baltique et les annexions successives du territoire de la république des Deux Nations au XVIIIe siècle par Catherine Ire, les vastes territoires de l’Empire russe abritent la plus grande population juive du monde jusqu’à la fin de la Première Guerre mondiale, lorsque la Pologne et la Lituanie reprennent leur indépendance. Auparavant, la grande majorité des Juifs de Russie vivait dans les provinces non-russes de l’Empire russe : Lituanie, Pologne, Biélorussie, Ukraine et Moldavie/Bessarabie.

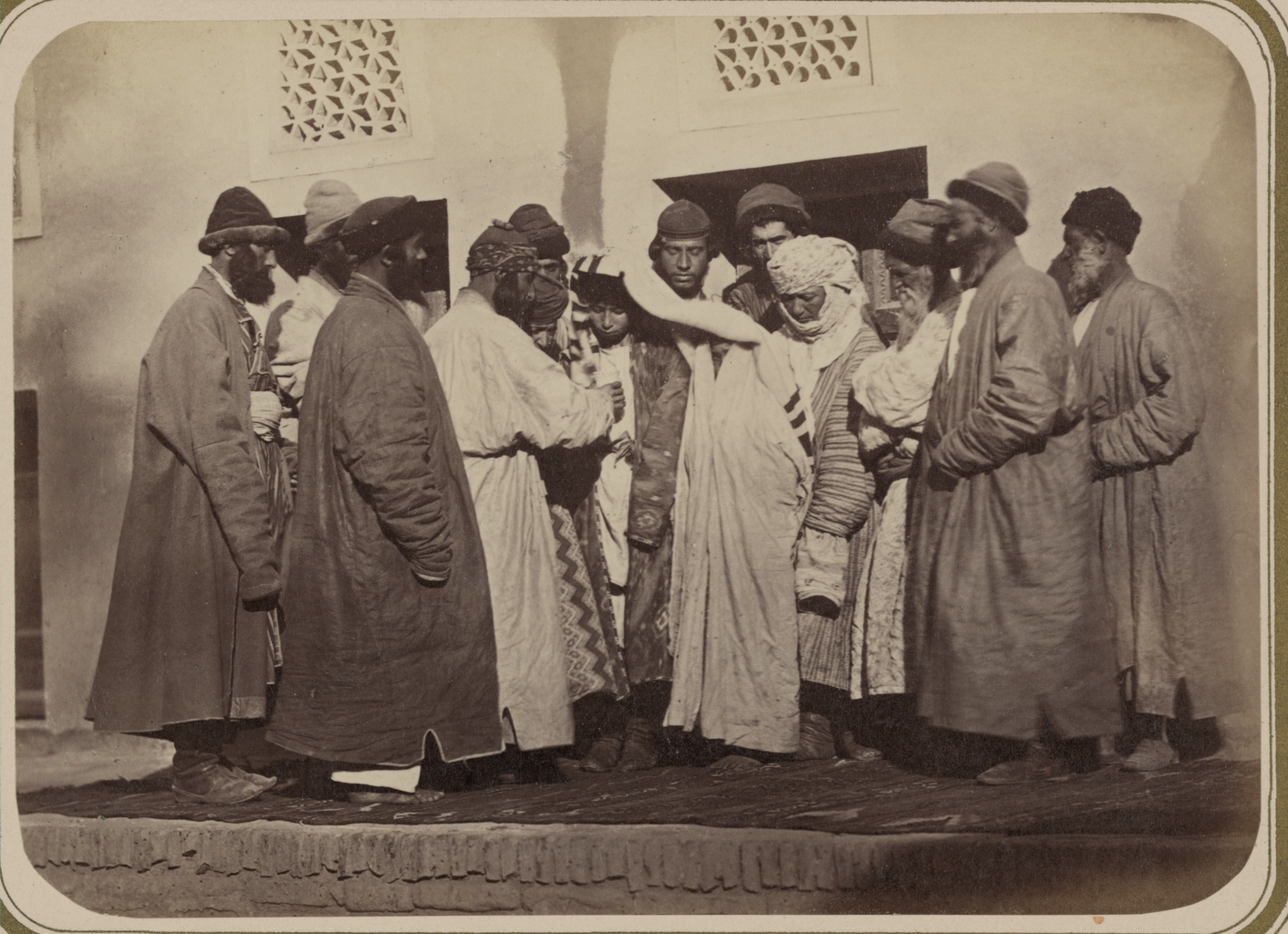
Mariage juif au Turkestan russe (avant 1872).

À partir du XIXe siècle, certains Juifs privilégiés s’établissent légalement à Saint-Pétersbourg, Moscou et d’autres villes de Russie. Un grand nombre de Juifs les rejoignent illégalement. Pendant ce siècle et demi, tout en faisant face à des persécutions politiques et à l'antisémitisme dans ce territoire, la communauté juive prospère et développe ses propres traditions théologiques et culturelles, parmi lesquelles le hassidisme.
Avec l’avènement de l’Union soviétique qui succède à l’Empire russe et plus particulièrement en république socialiste fédérative soviétique de Russie, la situation des Juifs s’améliore sur certains plans (les discriminations et restrictions de l’Empire russe comme la zone de résidence sont abolies) mais se dégrade sur d’autres, car la politique violemment anti-religieuse du gouvernement soviétique affecte autant le judaïsme que les autres religions. Pour les juifs laïcs qui rejoignirent le mouvement bolchévik, le régime soviétique représenta à ses débuts un « ascenseur social » inespéré sous les Tsars, mais pour les juifs croyants considérés comme « rétrogrades » et les juifs commerçants expropriés, les persécutions furent pires que celles de l’Empire russe et ils furent nombreux à être envoyés en Sibérie où certains furent regroupés sur la frontière chinoise, au Birobidjan érigé en 1934 en « oblast autonome juif ».
Parmi les Juifs laïcs, les bolcheviks idéalistes, en tant qu’intellectuels, furent nombreux, mais ils étaient en majorité internationalistes, or Staline, au nom de sa théorie du « socialisme dans un seul pays », inaugura une politique « anti-cosmopolite », en fait antisémite, et dans les années 1930 il exclut la plupart des juifs des instances dirigeantes du Parti communiste, dissout la plupart des organisations juives et ne maintint en place que ceux des « juifs » qui prouvèrent leur « vigilance révolutionnaire » en collaborant à la répression de leurs propres ex-coreligionnaires.
Dans la première partie de la Seconde Guerre mondiale, l’Union soviétique annexe la partie orientale de la république de Pologne. Staline donna l’ordre de déporter au Goulag tous les réfugiés qui, avant-guerre, avaient fui l’URSS pour la Pologne ; une vague de déportations fut ainsi organisée en juin-juillet 1940, au détriment de 70 000 personnes dont 90% de Juifs.
L’ancienne « zone de résidence » de l’ouest de l’URSS, où les juifs restaient les plus nombreux, fut occupée par les nazis et leurs satellites, au cours du second semestre 1941, qui, au nom de leurs théories racistes dont celle du « judéo-bolchévisme », procédèrent, parfois au détriment de leurs propres intérêts militaires tactiques (vu les moyens qu’ils y consacrèrent), à l’extermination systématique des Juifs. Le nombre de leurs victimes s’élève à plus d’un million de personnes, soit 43 % des juifs soviétiques d’alors.
Après la création de l’État d’Israël et le rapprochement entre cet État et les États-Unis, Staline élabora la théorie de la « sionologie » qui culmina avec l’exécution des poètes juifs du CAJ (comité antifasciste juif) et des médecins juifs lors du prétendu « complot des blouses blanches ».
Jusqu’au milieu des années 1980, de nombreux Juifs soviétiques se heurtaient à des refus systématiques d’émigrer hors d'URSS, motivés par l’idéologie (vouloir quitter le « pays des travailleurs » pour un pays « impérialiste » valait « attitude antisoviétique », perte d’emploi et risque d’arrestation pour « parasitisme ») et par le coût des études (les rares émigrants autorisés devaient le rembourser et comme ils n’en avaient pas les moyens, c’était au pays d’accueil de payer, et cela valait aussi pour les émigrants de souche allemande vers la RFA, turque et tatare vers la Turquie, grecque vers la Grèce ou arménienne vers les familles restées en diaspora en Europe occidentale). En fait, l’URSS tentait d’endiguer la fuite des cerveaux. La fin de cette politique durant la perestroïka et la glasnost ouvrit progressivement les frontières, et plus de la moitié de la communauté juive russe quitta le pays, principalement pour Israël, les États-Unis et l’Allemagne. Dans ces pays ses membres, pour la plupart laïcs et de langue russe, ont été davantage perçus comme Russes que comme Juifs. Après la dislocation de l'URSS, fin 1991, les Juifs qui restent dans la fédération de Russie cherchent à se reconstituer institutionnellement, économiquement, culturellement et spirituellement. Selon le recensement de la population, en 2002, la communauté juive de Russie compte 230 000 personnes, principalement à Moscou (133 700) et à Saint-Pétersbourg (60 500). Des communautés plus modestes vivent dans les pays du Caucase, en Ukraine et en Asie centrale ex-soviétique.

## Historiographie
L’histoire de la relation entre les Juifs et l’État russe est décrite de deux manières, fondamentalement opposées, d’une part selon l’école traditionnelle de l’historien Simon Doubnov, fondée à la fin du XIXe siècle, et d’autre part selon la nouvelle école émergeant en Russie post-soviétique.

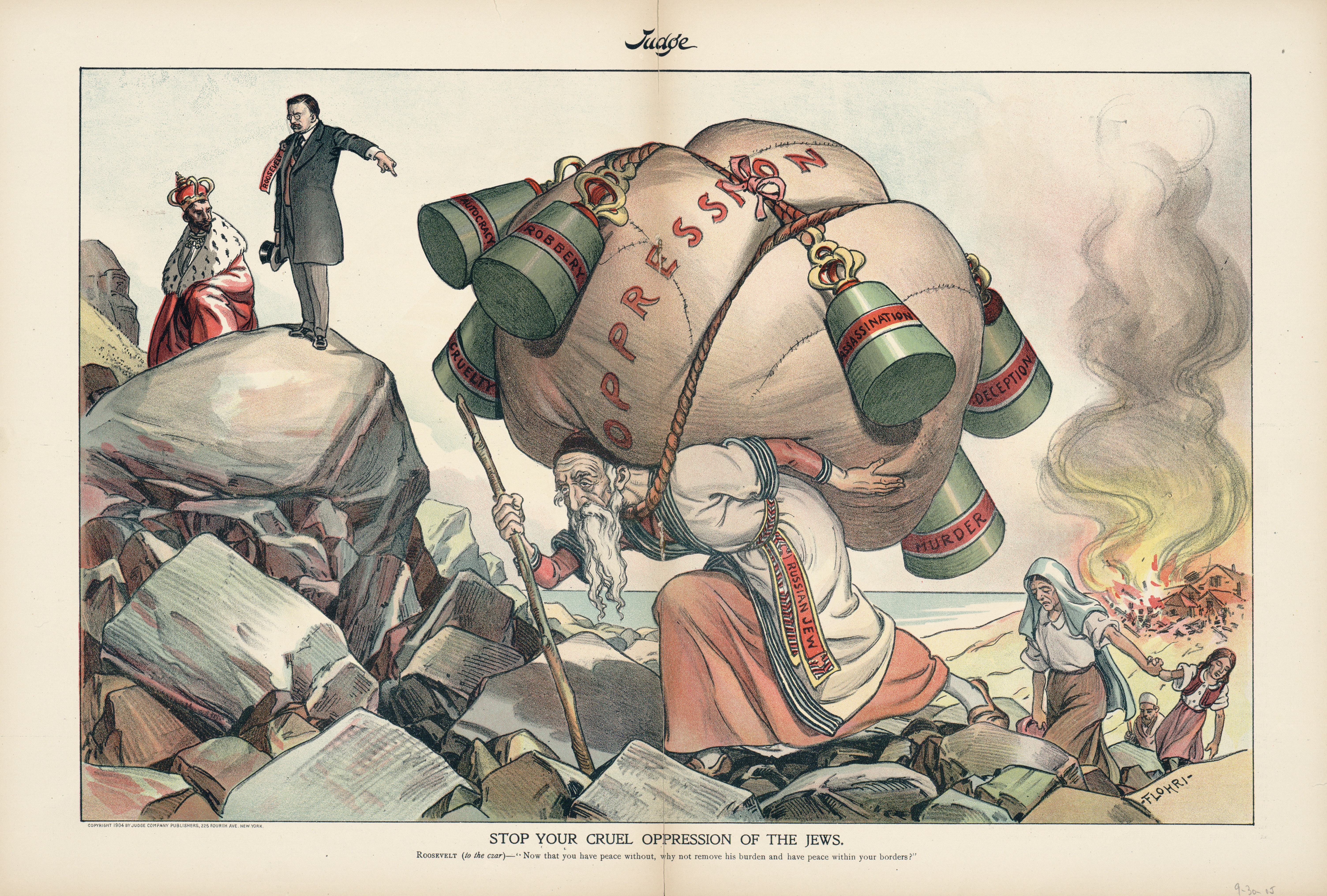
Dessin américain dénonçant la cruelle situation des Juifs dans l'Empire russe ; Theodore Roosevelt interroge à ce sujet l'empereur Nicholas II (1904)

Simon Doubnov considère les Juifs comme des victimes par définition de l’autocratie tsariste, qui fait régner un antisémitisme d’État. La zone de résidence est, selon lui, « le plus grand ghetto du monde » et les lois concernant les Juifs, dont le décret de 1827 contraignant les Juifs à un service militaire obligatoire, sont motivées par les préjugés et la haine. Elles sont la cause des pogroms qui éclatent vers la fin de l’empire et sont d’ailleurs orchestrés par le gouvernement pour tenter de détourner vers les Juifs l’exaspération populaire due à la misère et à l’ignorance. Ce point de vue imprègne la conscience populaire et façonne la manière dont les descendants des Juifs de Russie voient leur propre histoire.

À l’opposé, la nouvelle école russe, plus controversée, place le traitement des Juifs par l’État russe dans sa politique globale envers toutes les minorités de l’Empire. Elle conclut à une politique absurde et une ineptie bureaucratique mais dont l’antisémitisme n’est pas la principale force motrice. Le traitement des Juifs aurait même été, par certains aspects, plus modéré que celui d’autres groupes, car ils auraient été autorisés à poursuivre leur mode de vie traditionnel et l’éducation de leurs enfants selon leurs propres normes. La nouvelle école minimise par ailleurs le rôle du gouvernement dans les pogroms, arguant qu’ils n’auraient pas été orchestrés ni même approuvés par l’État, mais auraient résulté de flambées de violences plus ou moins spontanées provoquées par des facteurs socio-économiques et dépassant les capacités de l’armée russe ou de la police à les juguler.

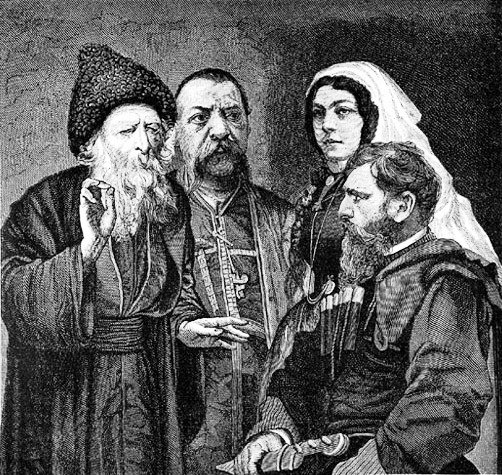
« Juif, Arménien catholique, Iméréti et une femme » (1885)
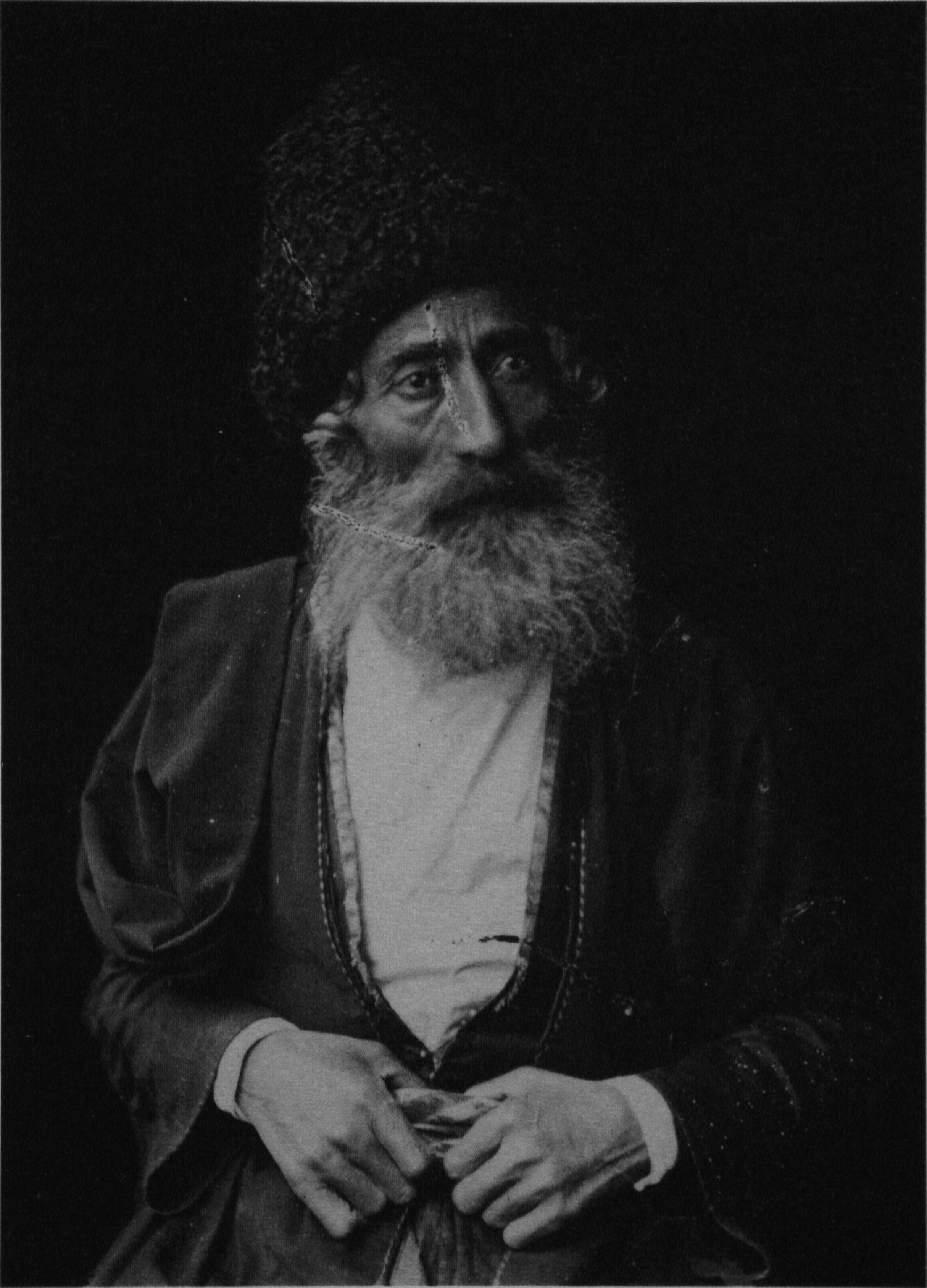
Juif d'Akhaltsikhe en Georgie (1845 à 1916)
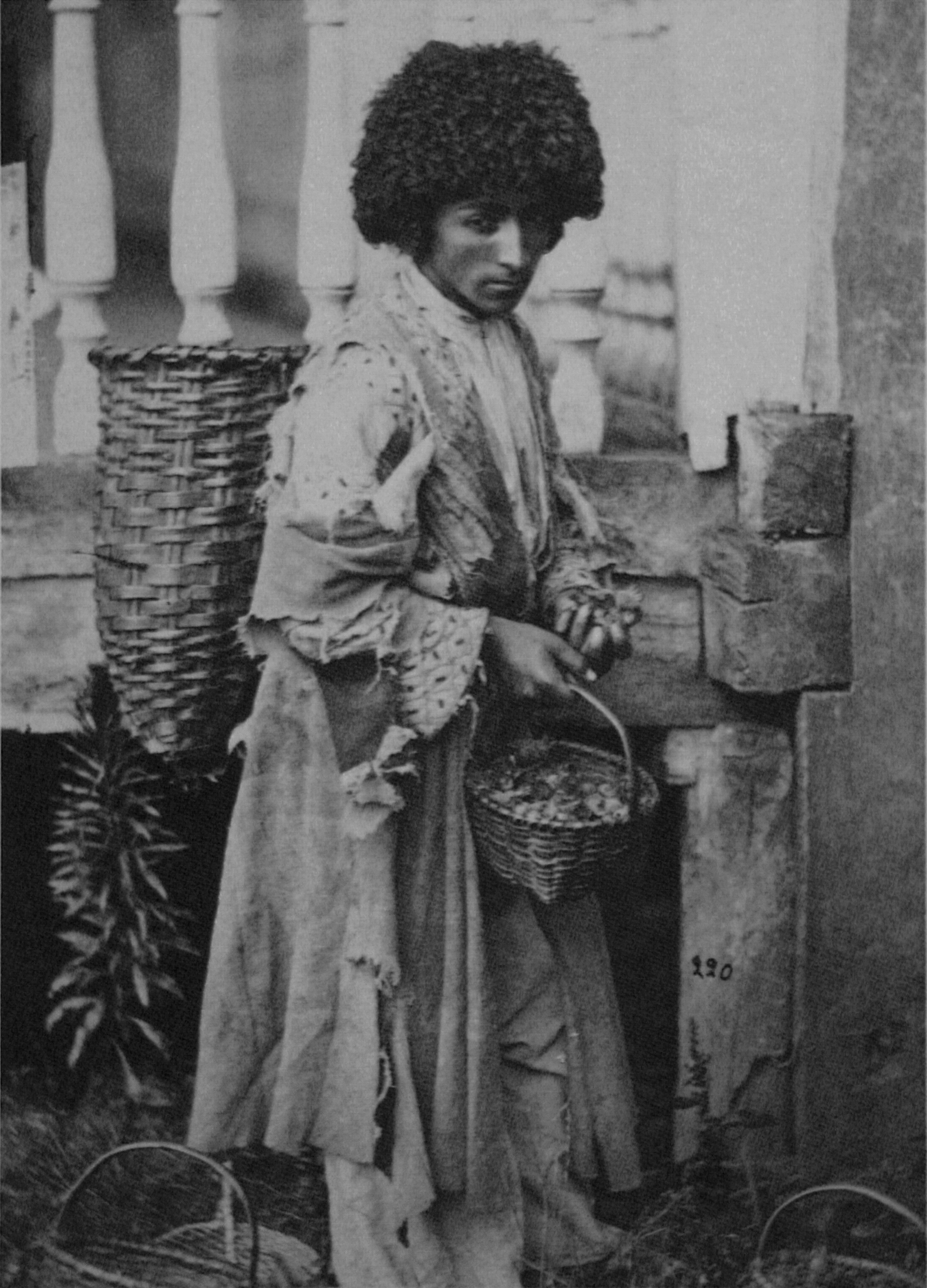
Juif géorgien vendant des noisettes
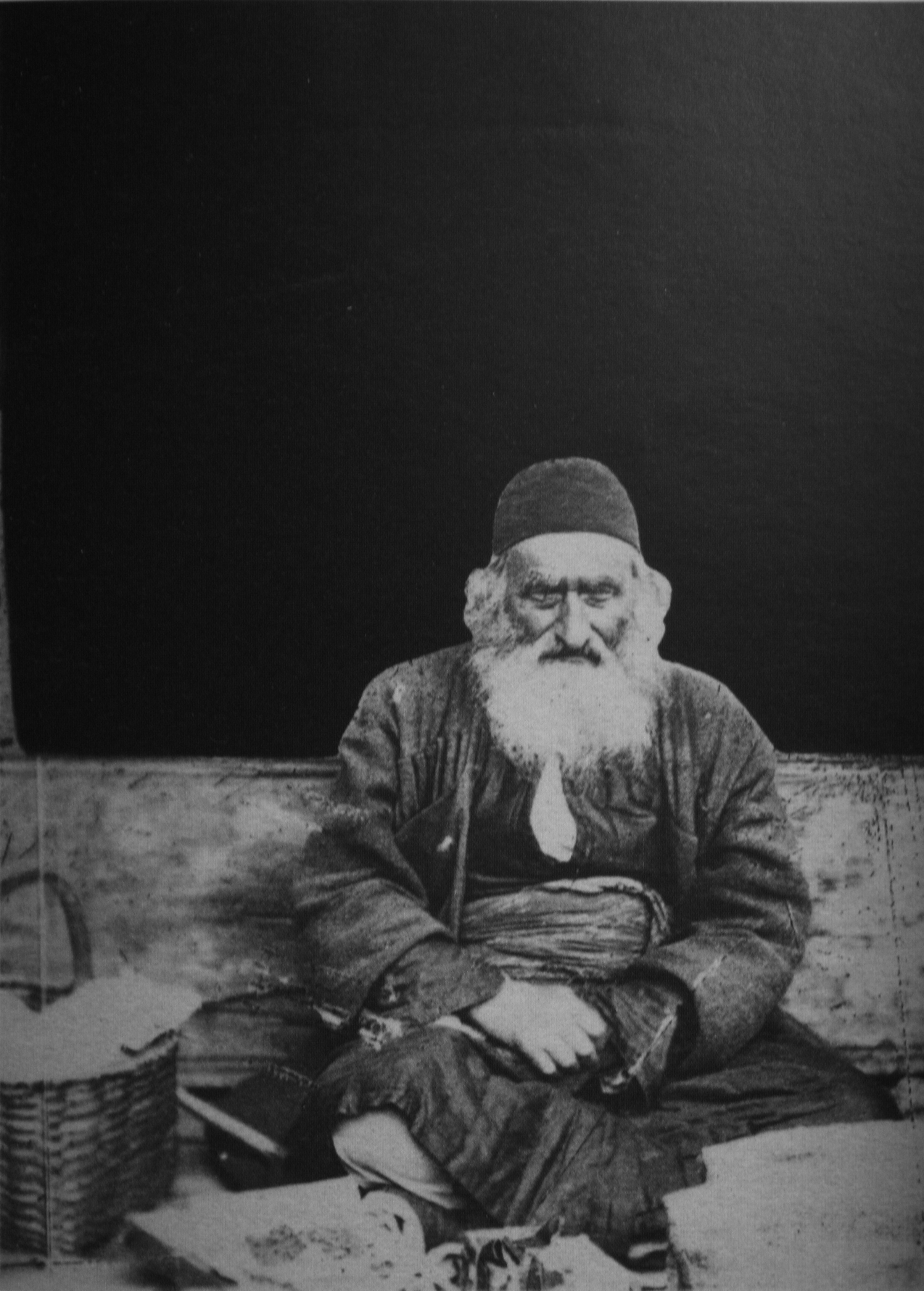
Juif vendeur de noisettes
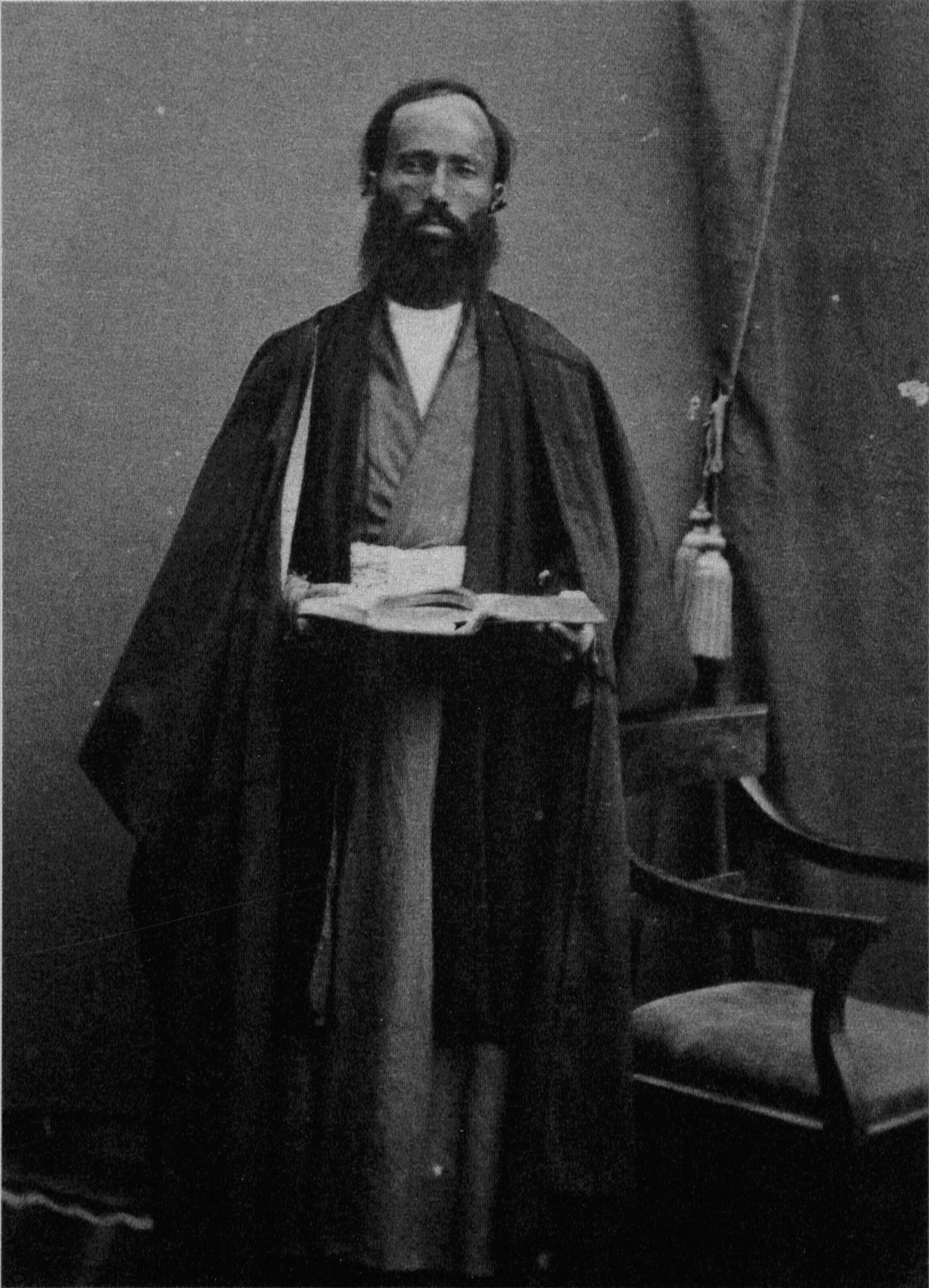
Juif d'Arménie

## Établissement des Juifs dans les autres pays de la zone d’influence russe
Les Juifs comptent parmi les plus anciens habitants des divers pays ayant été, à différents moments, dans la zone d'influence russe.
Selon les traditions géorgiennes et arméniennes, la présence des Juifs en Arménie et dans le Caucase remonterait à 587 AEC, Nabuchodonosor les y ayant déportés à la suite de la destruction du premier Temple de Jérusalem. Ils auraient été rejoints au cours des siècles par des Juifs mèdes et des Judéens. Les dynasties arméniennes des Bagratides et des Amatides (en) descendraient, selon Moïse de Khorène, de ces premiers arrivants.
Les historiens modernes situent plutôt leur arrivée au Ier siècle AEC, après la conquête de l’Asie par Alexandre le Grand. Les Juifs, profitant de l’expansion économique et commerciale, s’établissent dans diverses communautés grecques, particulièrement dans les villes maritimes. C’est à cette vague d’immigration qu’appartiendraient les communautés juives de Russie méridionale et de Crimée. Des dalles du début de l’ère commune portant des inscriptions grecques attestent de la présence de communautés organisées ayant fondé des synagogues sur le littoral de la Mer Noire,. Elles sont remplacées, au milieu du IIe siècle EC, par des inscriptions hébraïques, du fait de l’arrivée de Juifs du Bosphore et d’Asie.

## Au temps des Khazars
Les Juifs de Crimée s’étendent au cours des siècles suivants vers l’est et le nord. Apparemment plus avancés que les civilisations qu’ils rencontrent, ils les influencent au point que Bulan, le khagan des Khazars, et l’élite dirigeante se convertissent au judaïsme entre 731 et 740.
Les parties orientales de l’Ukraine, du Don à la Volga et au Dniepr, sont absorbées par le royaume khazar au cours de son expansion et attirent particulièrement les Juifs. Après la destruction du royaume khazar à la fin du Xe siècle par Sviatoslav Ier, souverain Rus' de Kiev, les Juifs se replient en nombre vers l’ancien territoire khazar, en Crimée, dans le Caucase et à Kiev et s’y fondent avec les communautés juives établies depuis des siècles. Une tradition voudrait faire de Kiev une ville fondée par les Juifs. Aucun fait ne le confirme mais il est établi qu’aux XIe et XIIe siècles, le quartier qu’ils y occupent est si important qu’il est connu comme la « ville juive » (Zhidy) et que ses portes sont appelées « portes des Juifs » (Zhidovskiye vorota).
Vers le Xe siècle également, les Karaïtes sont à leur apogée culturel en Palestine et se répandent au dehors, notamment en Crimée. La population karaïte bénéficie d’un statut social et économique assez favorisé par rapport à celui des populations juives rabbanites auxquelles il est interdit de se convertir au karaïsme. Le gouvernement russe ne les considère pas comme Juifs et ils sont donc isolés des autres communautés juives.
D’autre part, des Juifs, périodiquement expulsés d'Angleterre, d'Allemagne et de France, s’installent en Pologne et en Lituanie où ils se développent surtout à partir de la seconde moitié du XIVe siècle, lorsque Casimir le Grand reconnaît les tribunaux rabbiniques et donne aux Juifs le droit de circuler librement. En 1321 Kiev, la Volhynie et la Podolie sont conquises par Gediminas, grand-duc de Lituanie, qui accorde aux Juifs de ces territoires les mêmes droits que ceux de ses sujets juifs de Lituanie. En 1388, la charte de Vytautas le Grand accorde aux Juifs de Kiev et des autres principautés russes la pleine citoyenneté. Beaucoup s’engagent comme gardes du corps auprès des princes russes.

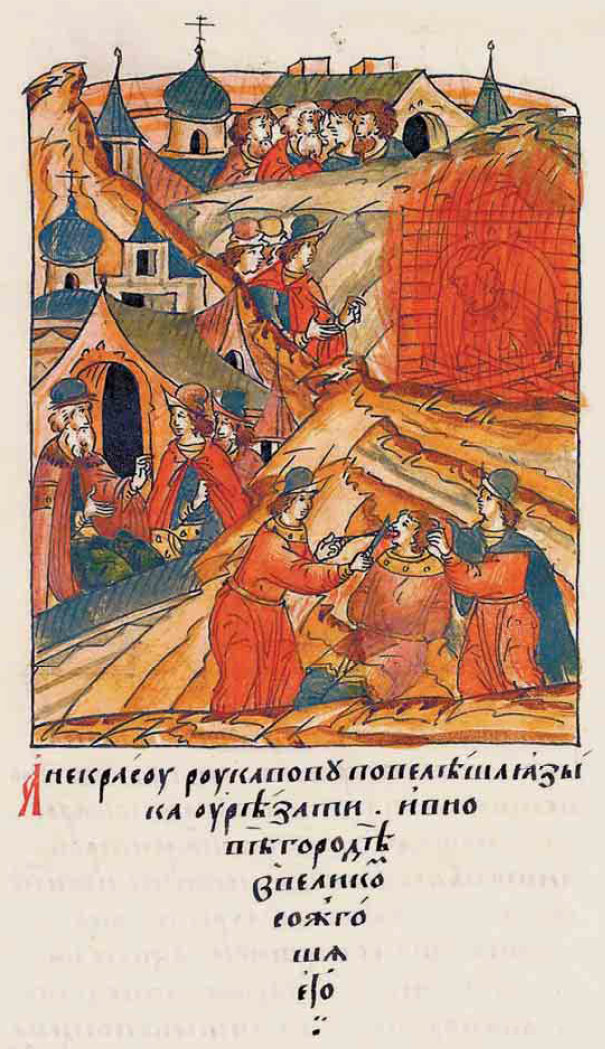
Exécutions d'hérétiques judaïsants en 1504. Inscription : « et Nekras Rukavov a reçu l’ordre de lui déchirer la langue et de la brûler à Veliky Novgorod ».

## Sous l’Empire russe
Les premiers documents attestant de la présence des Juifs dans la Russie moscovite remontent à 1471. Le grand-duc de Moscou, Ivan III, tente d’établir un gouvernement centralisé et fait du christianisme orthodoxe la seule religion de son État. La principauté de Novgorod, fréquemment visitée par des marchands venus d’Occident se montre réfractaire à ces réformes politiques et religieuses. Elle fait appel en 1470 au prince Mikhailo Olelkovich, frère du vice-roi de Kiev, qui amène avec lui l’érudit juif Skhariya (ru), qui convertit le prêtre Dionis au judaïsme. Le nouveau converti lui présente son assistant Alekseï qui propage ce que le pouvoir appelle hérésie des Judaïsants.
Ce mouvement religieux se propage rapidement à Moscou, jusqu’à l’entourage d’Ivan III qui semble s’y montrer favorable, pour des raisons politiques car il tente de renforcer son influence en Lituanie et en Crimée avec l’aide du prince Olelkovich, de Skhariya, de Zacharie de Guizolfi, dirigeant de la péninsule de Taman, et de Khozi Kokos, un Juif criméen qui correspondait avec la cour en utilisant des caractères hébraïques.
Cependant, Ivan souscrit aux appels du clergé chrétien orthodoxe pour limiter l’influence des judaïsants et, bien que l’exécution de son médecin personnel Léon le Juif (pour n’avoir pas réussi à traiter le fils d’Ivan) ne semble pas avoir affecté son attitude envers les Juifs, les Juifs sont de plus en plus mal perçus sous le règne de Vassili III, du fait de l’hérésie des judaïsants. Les marchands juifs de Lituanie ne parviennent à entrer à Moscou et Smolensk que lorsque les lois sont mal appliquées et l’ambassadeur du grand-duc à Rome, Dmitri Gerasimov fait part à l’historien Paolo Giovio de la haine du pouvoir pour les Juifs et de l’interdiction pour eux d’entrer en Russie.

### L’État russe et les Juifs
Au XVIe siècle, une importante présence juive existe en Pologne, Ukraine, Biélorussie et Lituanie formant alors un seul État. En Russie ces Juifs litovskiy (« lituaniens ») ou niemtzy (« allemands », « occidentaux »), leurs marchandises et leurs livres venus de l’Ouest, sont perçus comme un danger et Ivan le Terrible leur ferme ses frontières ; les tzars seront jusqu’à la fin méfiants à leur égard.
Dans l’Empire russe naissant, en 1727, Catherine Ire ordonne l’expulsion de tous les Juifs de Russie, mais il n’a pas été établi si le départ des Juifs vers la Pologne est dû au décret ou non. En 1742, Élisabeth Ire ordonne de nouveau l'expulsion des Juifs, sauf ceux qui sont disposés à se convertir à la religion orthodoxe russe. Elle se montre plus rigoureuse que ses prédécesseurs dans l'application de cette politique et 35 000 Juifs sont expulsés entre 1742 et 1753. D’ailleurs, lorsqu’elle apprend, en 1749, que son médecin, Sanchez, qui est à son service depuis dix-huit ans, est juif, elle le chasse de Russie. Mais avec le partage de la Pologne-Lituanie entre la Prusse, l’Autriche et l’Empire russe, ce dernier incorpore un immense territoire où vivent plus de 900 000 Juifs qu’il ne peut pas expulser vers les empires germaniques, désormais ses voisins directs : ce territoire devient alors une zone de Résidence où ils sont confinés.

#### De Catherine II à Alexandre II: les Juifs dans la zone de résidence

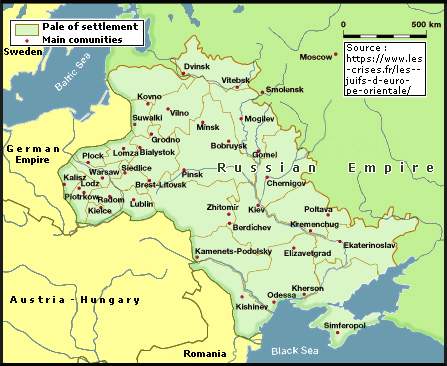
Carte de la Russie occidentale : en vert pâle la zone de Résidence.

La politique du gouvernement russe envers les Juifs est perçue comme le produit d’une hésitation non résolue entre intégration et ségrégation, qui aboutit à des lois et règlements contradictoires, à partir du règne de Catherine la Grande (r.1762-1796) à la chute de la dynastie des Romanov à l'hiver 1917. La législation de Catherine de Russie concernant les Juifs a, simultanément, favorisé la ségrégation en ratifiant leur autonomie communale et leurs institutions religieuses propres, mais aussi encouragé leur intégration dans les nouvelles institutions administratives qu’elle a créées, comme la corporation des marchands et celles des divers artisans. La nouvelle classification de la population russe ne définit pas les Juifs comme un domaine indépendant (soslovie en russe), mais les inclut dans les propriétés urbaines : soit dans le domaine bourgeois (mechtchantstvo) soit, s’ils sont assez riches, dans les corporations de marchands (kupetchestvo).

Juif de Podol'sk (1870-80)

Toutefois, le fait que dans de nombreux domaines, et notamment en Ukraine, les Juifs vivent en majorité dans les villages et les agglomérations rurales (shtetlech) rend la politique de Catherine inapplicable, vu qu’il est interdit aux mechtchantstvo d’habiter en milieu rural. Ainsi, les Juifs étaient implicitement exemptés de l’interdiction incombant à la plupart des membres de leur succession. Périodiquement, cette exception est levée et les Juifs sont interdits de campagne et obligés de se déplacer vers les villes. Ces obligations, rarement concrétisées, sont considérés par les Juifs et par les historiens comme discriminatoires et oppressives. Cependant, à la fin de son règne Catherine II crée, en 1790, une zone de résidence qui s’étend de la mer Baltique à la mer Noire dans la partie occidentale de l’Empire. Elle cantonne les Juifs dans cette limite géographique correspondant aux territoires pris par Catherine à la Pologne-Lituanie, et leur interdit de s’installer dans les régions plus orientales de la Russie.
Les brefs règnes de Pierre III (1796) et de Paul Ier (1796-1801) n’ont que peu d’effet sur la politique russe à l’égard des Juifs : ils conservent essentiellement le statut juridique qu’ils avaient sous domination polono-lituanienne. Durant le règne d’Alexandre Ier (1801-1825), on offre aux Juifs des terres agricoles s’ils se convertissent au christianisme orthodoxe, mais cette offre ne rencontre guère de succès. 
En 1803, le tsar proclame les « Règlements concernant les Juifs », connue sous le nom « Polojénie (Règlements) de 1803 », premier recueil de lois en Russie concernant les Juifs. Il réaffirme le statut de la « zone de résidence », mais permet à certains Juifs de quitter ce territoire pour des périodes limitées. Bien que leurs droits au niveau local soient restreints, ils peuvent envoyer leurs enfants dans n’importe quelle école de l’Empire. On les encourage à s’engager dans l’agriculture, tout en expulsant de 200 000 à 300 000 Juifs des villages de la « zone de résidence », ordre qui sera abrogé en 1808,. Le passage des armées de Napoléon Ier dans la « zone de résidence » en 1812 aboutit dans les années suivantes à l’abolition des statuts juridiques particuliers des régions anciennement polono-lituaniennes ou moldaves de la Russie : ces régions entrent alors dans le droit russe commun de l’Empire et en 1821, les Juifs sont expulsés des campagnes longeant la frontière occidentale.

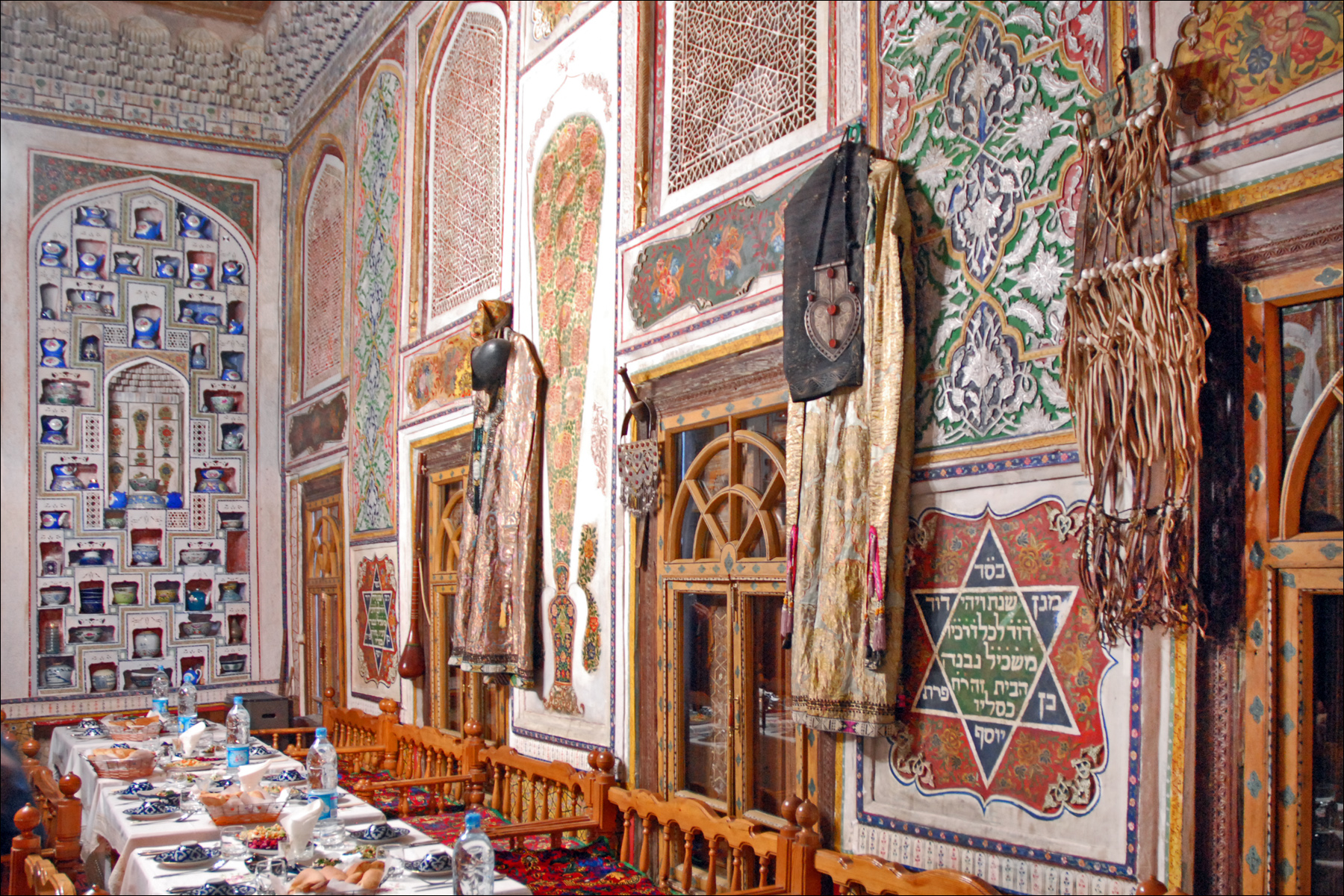
Intérieur d'une maison traditionnelle du quartier juif de Boukhara, Ouzbékistan.
La communauté juive de Boukhara était d'environ 4000 personnes en 1832. Sous le pouvoir du Khan, les juifs subissaient des contraintes importantes : port d' un bonnet de fourrure carré, une cordelette autour du cou, interdiction de monter à cheval à l'intérieur des murs, paiement d'impôts supplémentaires, etc.
Au moment de l'Indépendance vis-à-vis de la Russie, la plupart des Juifs ont quitté l'Ouzbékistan, le plus souvent pour aller habiter en Israël. Leurs maisons ont été rachetées par des Ouzbeks, comme celle photographiée ci-dessus qui appartient à un commerçant de suzanis et qui organise des repas pour des étrangers.

##### Cantonisme
Au début de son règne, Nicolas Ier (1825-1855) adopte une série de règlements concernant la vie des Juifs. Son gouvernement abroge les lois exemptant les hommes juifs du service militaire contre des taxes, et exige des communautés juives de sélectionner et de présenter pour 25 ans de service militaire un nombre déterminé d'hommes, recrutés à partir de l’âge de douze ans et souvent moins, voués à être placés dans les écoles cantonales de provinces éloignées pour leur formation militaire,. 
En outre, les bataillons cantonistes qui sont d'abord établis par Pierre le Grand sont par la suite établis par les Juifs eux-mêmes. Ainsi, les responsables du Kahal sont contraints de choisir entre un père et son fils, sachant pertinemment que l’enfant, une fois adulte, sera converti au christianisme. La division et la dislocation sociale qui résultent de la politique de la conscription de Nicolas Ier laissent un fléau permanent sur le leadership interne des Juifs russes qui sont soupçonnés de favoriser leurs propres fils, ceux des riches, des savants, et de leurs milieux sociaux. Les leaders communautaires sont accusés de persécuter les segments les plus pauvres et les politiquement faibles de la société juive.

##### Intégrationnisme et restrictions
Dans une autre démarche intégrationniste plutôt inattendue, l'État russe crée en 1844 des écoles juives, destinées à enseigner les matières profanes. Les Maskilim, adeptes du mouvement juif des Lumières, saluent ces écoles et les administrent, mais la majorité traditionaliste les craignent et les détestent. Cette même année, le sénat propose un oukase abolissant le kahal, l'agence exécutive de la communauté juive autonome, plaçant les Juifs sous le contrôle formel des autorités de l'État local. Cependant, les Juifs sont autorisés à gérer leurs propres affaires lorsque ces activités sont considérées comme des aspects de la pratique religieuse. La distinction entre les affaires religieuses et laïques n'a jamais été clairement définie, le Kahal continue d’exister de facto,. En 1835, il développe les « Règlements concernant les Juifs » qui servent de base juridique à la direction des affaires juives jusqu'en 1917.
La délimitation de la zone de résidence, d'où il retranche notamment les villes de Kiev, Nicolaïev et Sébastopol, est précisée et les Juifs sont tenus de s'inscrire, sous des patronymes précis, auprès des autorités. Ceux qui quittent le pays sans permission perdent leur nationalité et n’ont pas de droit de retour. Malgré toutes ces restrictions, les Juifs jouissent d’une tranquillité relative durant son règne. Il leur permet de sortir de la zone de résidence pour se rendre aux grandes foires et les encourage à fréquenter universités et grandes écoles.
Le règne d'Alexandre II (1855-1881), le Tsar Libérateur, débute en pleine guerre de Crimée et il doit également faire face à la crise agricole. Le « problème juif » devient secondaire. Il élargit la politique d'intégration des Juifs russes dans le corps politique, interdit la conscription d'enfants, élargit l'autorisation d'installation des Juifs en dehors de la zone de résidence, et les restrictions économiques et éducatives contre les Juifs sont levées. Beaucoup d'intellectuels juifs s’attendent à une émancipation imminente des Juifs dans le cadre des grandes réformes. Mais l'émancipation n'est jamais venue, et en effet, le rythme des réformes ralentit considérablement les dernières années du règne d'Alexandre II.

#### Violences sous Alexandre III et Nicolas II

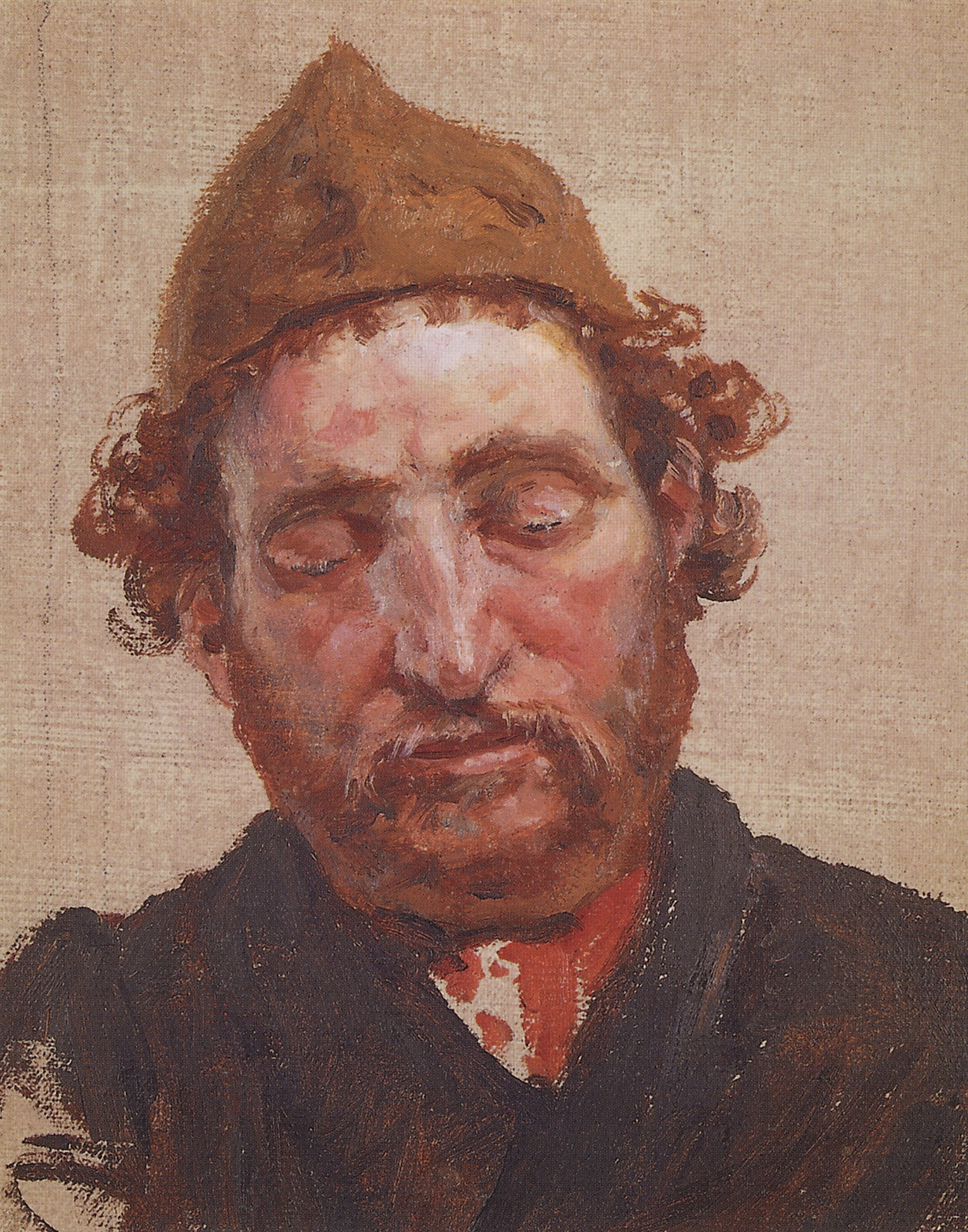
Tête d'homme aux cheveux roux portant une kippa jaune par Vasily Polenov (av. 1888)

Le 1er mars 1881, Alexandre II est assassiné par un membre d'un petit cercle socialiste et son fils Alexandre III lui succède. Il tente de transformer la Russie impériale en état policier, le nouvel empereur lui-même s'engage à endiguer la vague révolutionnaire dans les pays en inversant les politiques libérales de son père dans tous les domaines de la vie, y compris envers les Juifs. Son avènement est un tournant majeur dans l'histoire juive russe. Des rumeurs circulent dans tout l'empire tsariste affirmant que le nouveau tsar, Alexandre III, a donné au peuple le droit de « battre les Juifs » en guise de représailles. La première vague de massacres désignés comme pogroms commence et dure jusqu’en 1884, les plus nombreux survenant dans la zone de Résidence où les Juifs étaient les plus nombreux et où, cent ans plus tôt, ils affermaient les grandes propriétés foncières de l'aristocratie polonaise catholique, où travaillaient les serfs orthodoxes, que les popes excitaient contre les « tueurs du Christ ». Au cours de ces deux ans, on rapporte des actes de violence contre les Juifs dans plus de 200 localités juives.

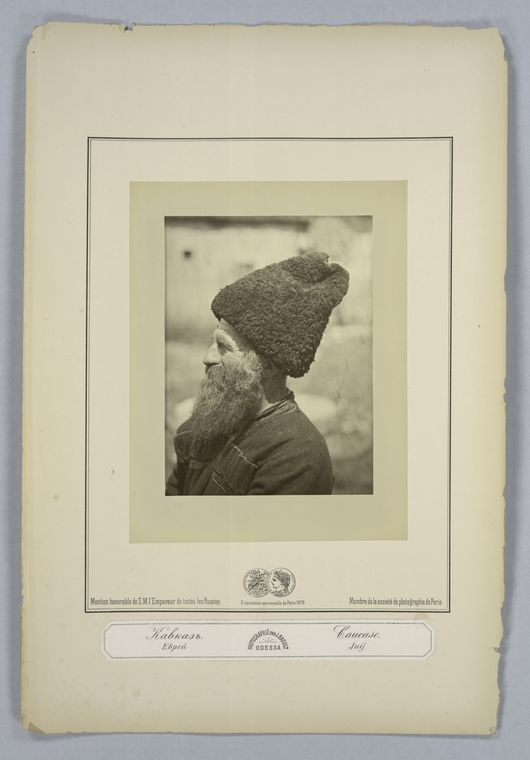
Juif caucasien portant une chokha (manteau) et une papakha (bonnet) (1898)

En mai 1882, le gouvernement adopte une série de lois concernant les Juifs. Élaborées par un antisémite notoire, le général Ignatiev, ces lois demeurent en vigueur jusqu'à la chute de la Maison Romanov, en 1917. Ces lois connues sous le nom de « lois de mai » interdisent aux Juifs de s'établir, de construire ou d'acheter des maisons, ou de posséder ou d'utiliser des terres à l'extérieur des villes et des villages de la zone de résidence, ou encore de mener des activités commerciales les jours de fêtes chrétiennes. Après la promulgation de ces lois, le régime tsariste établit un certain nombre de commissions pour enquêter sur le statut des Juifs dans l'Empire. La plus remarquable, qui siège le plus longuement, de 1883 à 1887, en est la Commission Pahlen qui recommande de limiter plus encore le statut des Juifs dans l'Empire.
En novembre 1894, Nicolas II succède à son père et continue la politique de son prédécesseur. Il établit un système de quotas limitant le nombre de Juifs admis dans les établissements d'enseignement et les expulsent des grandes villes du pays telles que Moscou, Saint-Pétersbourg et Kharkov.
L'anarchie et l'apparente incapacité ou la réticence des autorités russes à contrôler la violence, ont un impact majeur sur le psychisme du Juif russe moyen. C'est dans cette situation que se produisent les premiers frémissements du sionisme moderne en Russie, articulé par le mouvement Bilou qui envoie, en 1882, ses premiers colons fonder des communautés en Palestine. D’autres Juifs, adversaires de l’émigration, sont attirés par les mouvements révolutionnaires et un certain nombre d'autres partis politiques sont formés par des Juifs,. En 1897, plusieurs groupes socialistes juifs créent le Bund, premier groupe de pression à articuler certaines revendications politiques d'ordre général et à défendre les intérêts des travailleurs juifs.

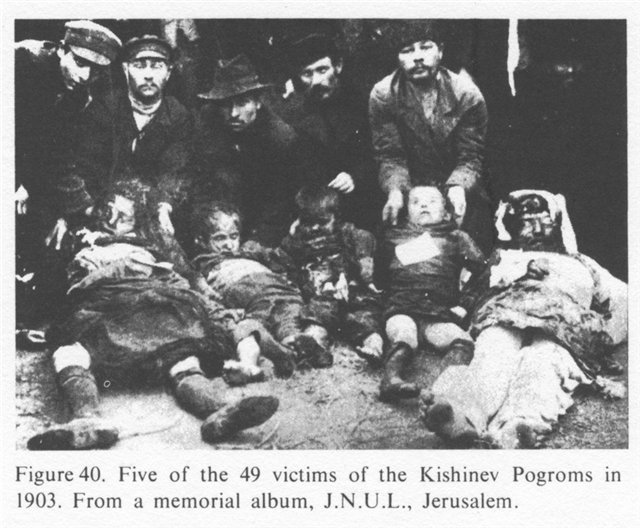
Quelques enfants massacrés des 49 victimes juives du pogrom de Kishinev (1903)

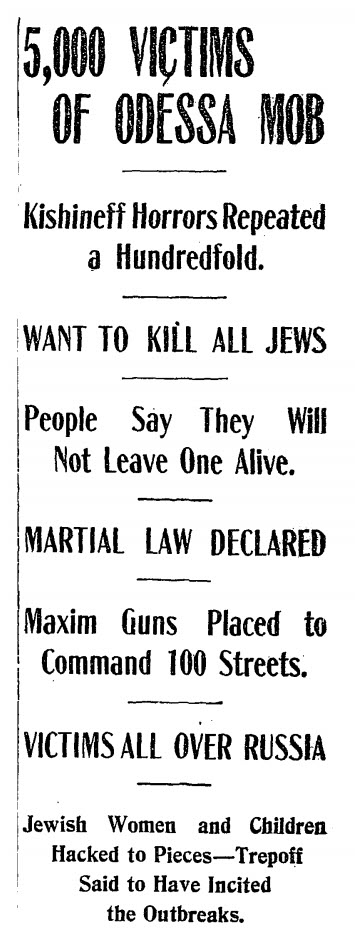
Article du « New York Times » sur les massacres d'Odessa (1905)

La violence antijuive se manifeste à nouveau en 1903 quand un violent pogrom survient à Kichinev, en Bessarabie, les 6 et 7 avril. Plus de 40 Juifs sont tués, des centaines d'autres blessés. De plus petites localités de Russie occidentale, comme Smela, Rovno, Sosnowiec et Gomel sont touchées, de même que l'important centre juif d'Odessa.
Les historiens contemporains ont universellement estimé que le gouvernement russe est en partie responsable de ce pogrom, des études récentes font valoir que ce n’était pas le cas, mais plutôt à cause de l'incompétence des forces armées russes et des milices locales dans la région. Mais le pogrom, qui choque la communauté juive qui espère encore s’émanciper, conduit à l'organisation des organisations d'auto-défense juive, et accélère l'émigration.
Le premier volet des Protocoles des Sages de Sion apparaît pour la première fois en septembre, dans le périodique Znamia (en). Prétendant prouver que les Juifs sont impliqués dans un complot pour dominer le monde, ces textes sont en réalité des faux préparés avec l'aide des services secrets russes.
Au moment où s'engage la révolution russe de 1905 contre le régime du tsar Nicolas II, de nouveaux pogroms éclatent. Les principaux instigateurs des pogroms sont les Centuries noires (ou cent-noirs), groupes paramilitaires affiliées à l'Union du peuple russe. En octobre, Nicolas II établit une constitution, le Manifeste d'octobre qui répond à l'agitation révolutionnaire en Russie, s'engage à accorder des libertés civiques au peuple, dont la liberté de culte, la liberté de parole, la liberté de réunion, la liberté d'association, une large participation à la nouvelle Douma et l'introduction du suffrage universel masculin. Ainsi, les Juifs sont autorisés à voter aux élections du nouveau parlement et de former des partis politiques légaux, avant qu'ils ne soient légalement émancipés. Cependant, il n'évoque nullement la question d'égalité devant la loi, ni celle de l'égalité des droits pour les différentes nationalités qui composent le pays et il n'y a aucune mention du « problème juif »,. Le pogrom de Bialystok, en juin 1906, qui fait 80 victimes marque la fin de trois années de violence sporadique contre les Juifs.
La communauté juive connaît une tranquillité relative jusqu’en 1911. L'antisémitisme de cette période se caractérise par des accusations de crime rituel contre les Juifs. Une des causes célèbres est le procès de Menahem Mendel Beilis accusé du meurtre rituel d'un jeune garçon chrétien. Pour illustrer la perfidie de la population juive, les autorités font grand cas de ce procès qui dure deux ans mais qui se termine par un acquittement.

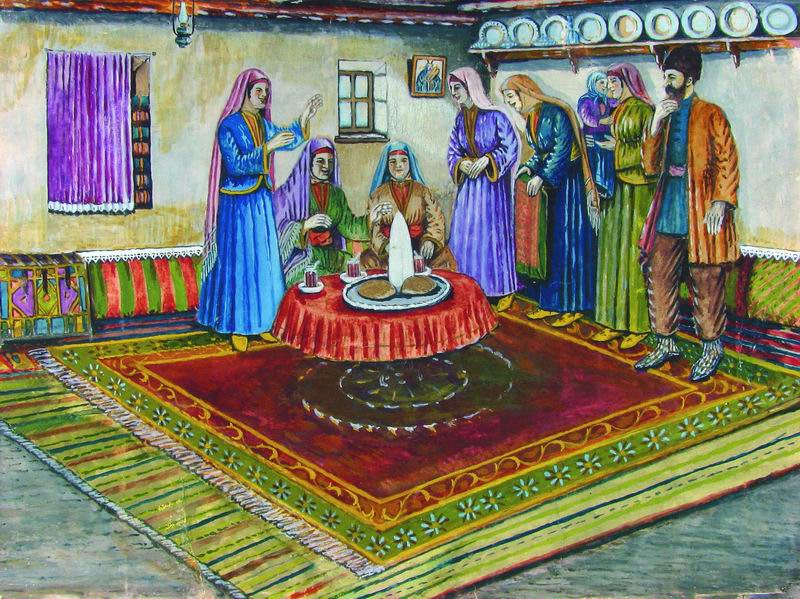
« Du sucre et du pain pour les fiançailles » par Koboshvili (1937-1941)

Les contradictions s’intensifient pendant les dernières années du régime de Nicolas II. D'une part, les règlements régissant les élections limitent le droit de vote des Juifs, d'autre part, la Russie s'engage dans la guerre en 1914 avec l'espoir de faire diversion aux difficultés internes d'un régime de plus en plus contesté, et d'effacer les déboires de la guerre russo-japonaise de 1905. Les régions dans lesquelles vivent la plus grande population juive du monde sont prises dans la bataille, ce qui contraint le gouvernement russe à abolir la zone de résidence en été 1916, mesure temporaire visant à stopper les centaines de milliers de juifs fuyant le front,. 
Alors que plus d'un demi-million de Juifs servent fièrement et courageusement dans l'armée russe, leurs coreligionnaires sont accusés de déloyauté et de trahison par le haut commandement. Ainsi, dans les derniers jours de l'Empire russe, les tensions et les contradictions entre l'intégration et la ségrégation des Juifs sont manifestes, jusqu'à la désintégration de la dynastie des Romanov en février-mars 1917. Dans l'un de ses premiers actes, le nouveau gouvernement provisoire abolit toutes les lois discriminatoires contre les citoyens russes sur la base de la religion ou de la nationalité, ainsi, les Juifs sont émancipés,.

### Condition des Juifs sous les Tsars

#### Démographie

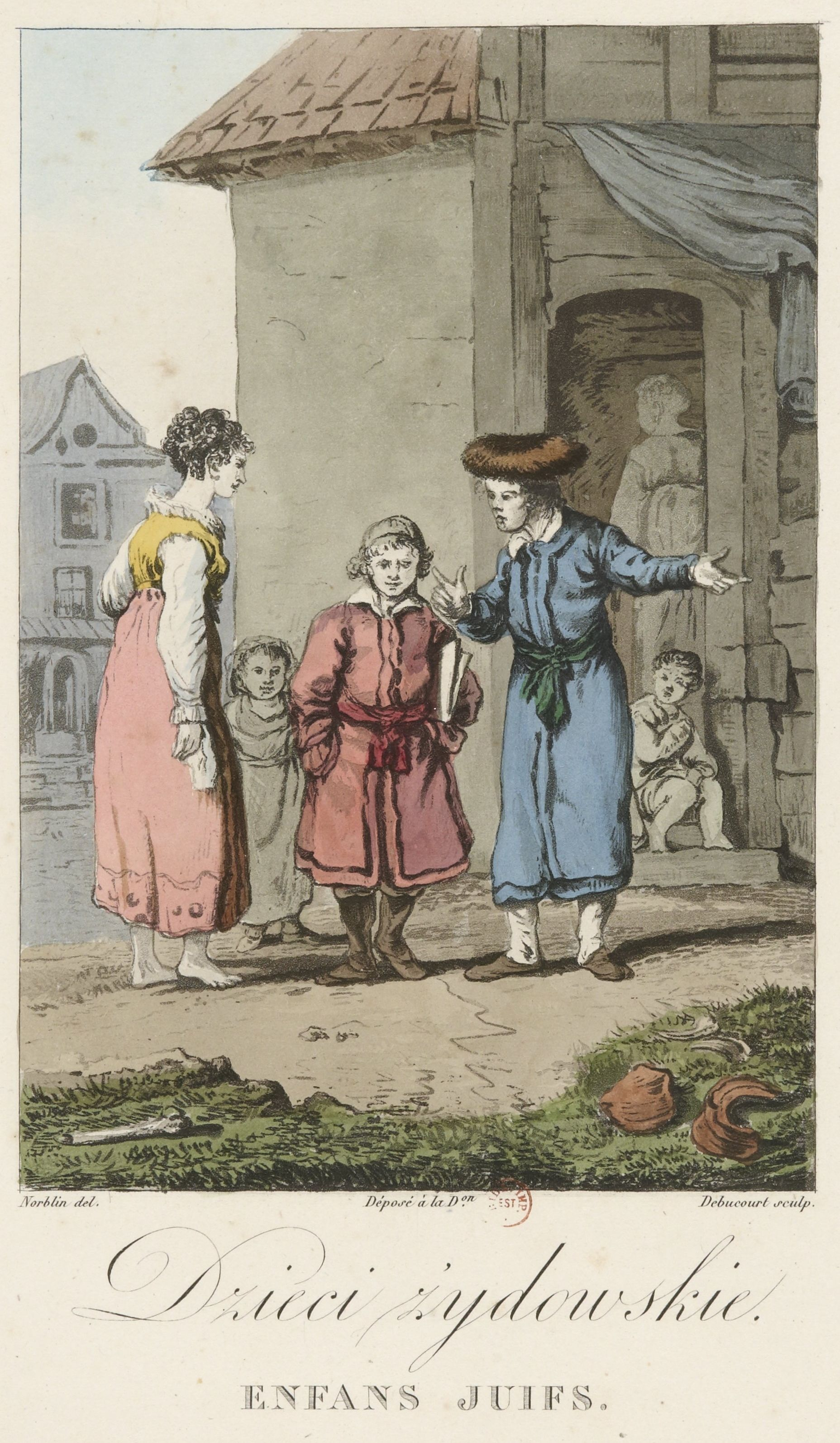
Enfants juifs, J-P. Norblin (1817)

À cause de l'incompétence bureaucratique et du peu de volonté qu’ont les Juifs à se faire recenser, il n'y a pas de statistiques précises sur la vie juive dans l'Empire russe avant 1897, date du premier recensement de tout l'Empire. La population juive à l’époque de la partition de la Pologne, à la fin du XVIIIe siècle, est estimée à un million de personnes. En moins d’un siècle, ce chiffre quintuple, le recensement de 1897 affirmant qu’il y aurait 5 198 401 Juifs vivant dans l'Empire russe et dans le Royaume du Congrès. À ce chiffre, il faut ajouter les quelque 3 millions de Juifs qui émigrent, entre 1870 et 1917, vers les États-Unis ou l’Europe occidentale. Ainsi, entre 1772 et 1917, la population juive de l'Empire russe est-elle multipliée par huit, une augmentation énorme, bien supérieure à celle de la population non-juive de l'Empire. Les historiens attribuent cette forte croissance à une diminution - toujours inexpliquée - du taux de mortalité infantile.

#### Conditions sociale et économique
Cette réalité démographique de la communauté juive russe, aggravée par la réalité politique qui contraint la plupart des Juifs à vivre dans l'espace restreint de la zone de résidence, ont de profondes répercussions sociales et économiques. D'abord, comme le nombre de Juifs vivant dans leurs zones traditionnelles de peuplement connaît une croissance exponentielle, un nombre considérable de Juifs commencent à migrer vers d'autres parties de l'Empire russe, où ils ont le droit de s’installer, pour la plupart au sud-ouest de l'Empire et surtout à Odessa. Dans un même temps, comme l'autonomie du royaume de Pologne, inclus dans la zone de résidence, disparaît quasiment dans les dernières décennies du XIXe siècle, des centaines de milliers de Juifs se déplacent vers les anciennes provinces polonaises plus avancés économiquement. D’autres Juifs tentent de s'installer en dehors de la zone de résidence, légalement ou non.

Juifs se promenant à Odessa, gravure sur bois (1856)

Ces mouvements migratoires causent un processus d'urbanisation global, déplaçant des centaines de milliers, puis des millions de Juifs des villages vers les villes, puis vers les métropoles. Cette migration reflète non seulement la croissance démographique et la nécessité de trouver du travail, mais aussi les changements économiques dans l'Empire russe et en particulier dans les régions frontalières occidentales. Là, l'émancipation des serfs, la création des chemins de fer et les tentatives d'industrialisation progressive parrainées par le gouvernement déplacent et éliminent pratiquement les économies de marché traditionnelles. Ainsi, de nombreux Juifs dont la subsistance est fondée depuis des siècles sur la fourniture de biens et de services à la paysannerie dans les marchés en ville, sont obligés de chercher d'autres sources de revenus. Beaucoup d'entre eux, y compris des jeunes femmes, commencent à travailler dans de petites usines et ateliers, tandis que les propriétaires de ces usines et ateliers rejoignent le nombre croissant de cols blancs juifs.
À la fin de la période impériale, la stratification sociale des Juifs dans l'Empire russe change. La majorité des Juifs qui avaient appartenu aux classes moyennes sont de plus en plus pauvres, une petite partie entrent dans la classe ouvrière industrielle mais beaucoup, aussi, atteignent les classes moyennes supérieures. Un petit nombre de Juifs deviennent extraordinairement riches et sont anoblis.

##### Prostitution et passeport jaune

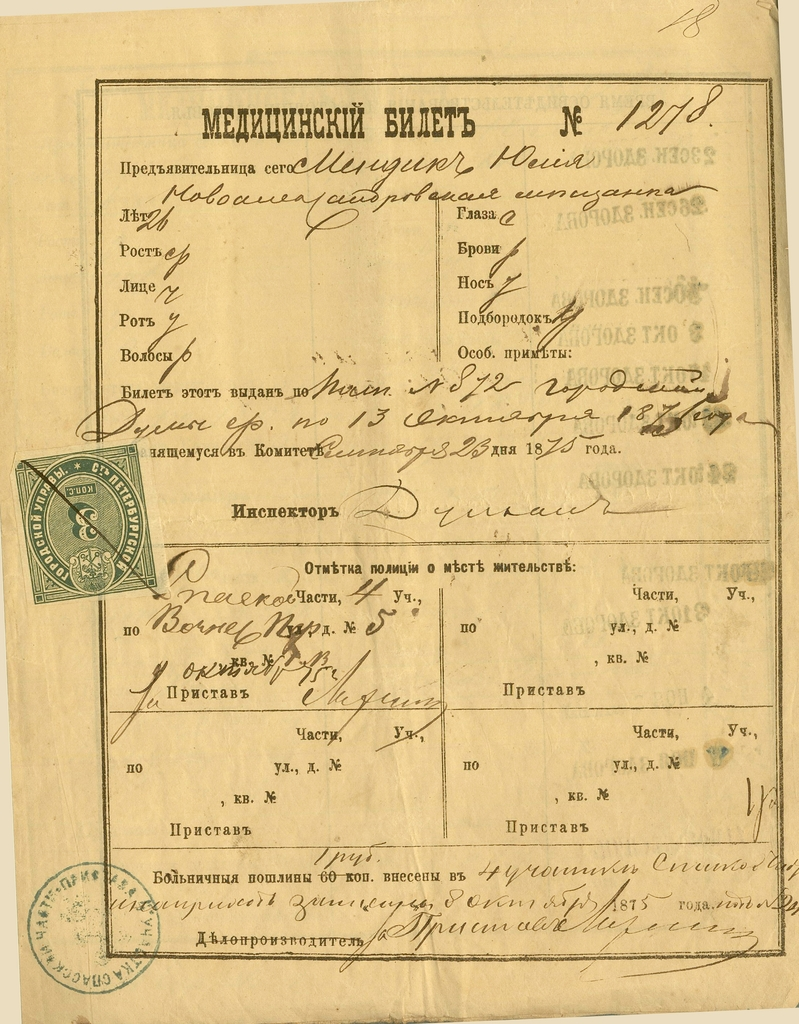
« Carte jaune » pour la prostituée Anna Kohn (1875)

Le passeport jaune (en russe : жёлтый билет) (dit aussi « ticket jaune » ou « carte jaune ») était une pièce d'identité que devait porter toute prostituée dans l'Empire russe à partir de 1844  mais ce document pouvait avoir une signification supplémentaire pour les « prostituées » juives. Précédemment, sous Pavel I (1754-1801, les prostituées du pays devaient porter des robes jaunes spéciales.
La détresse économique, l'affaiblissement de la famille, les persécutions antisémites (migration de ville en ville) et les restrictions imposées aux Juifs entraînent une surpopulation, une pauvreté et un chômage, créant un environnement fertile pour la criminalité, tandis que certaines jeunes femmes juives trouvent refuge contre la détresse économique en travaillant comme prostituées, ou comme d'autres, en pensant naïvement devenir domestiques, en tombant dans les filets de la traite des Blanches et de la prostitution,. Ces femmes travaillent dans la plupart des grandes villes qui comptent de grandes populations pauvres de Juifs (notamment Varsovie, Odessa, Vilna, Cracovie, Budapest et Vienne) dans un trafic contrôlé par la pègre juive sur lequel les autorités ferment les yeux.
Entre 1872 et 1890, les Juives constituent 17 à 23 % des prostituées enregistrées à Varsovie, qui en 1890 étaient au nombre de 962. À l'époque, la population juive (environ 300 000 personnes) constitue un tiers de la population totale de la ville. En 1908, le consul américain à Odessa rapporte que « Toutes les affaires de prostitution dans la ville sont entre les mains des Juifs ». À Minsk en 1910, 226 femmes sont enregistrées comme prostituées, dont 67 juives.
Certaines Juives prises dans les filets de la prostitution et de la traite des êtres humains se retrouvent dans cette situation immigrées en Europe de l'Ouest ou en Amérique du Sud (voir l'organisation criminelle La Varsovia), où des associations juives tentent de leur venir en aide,.

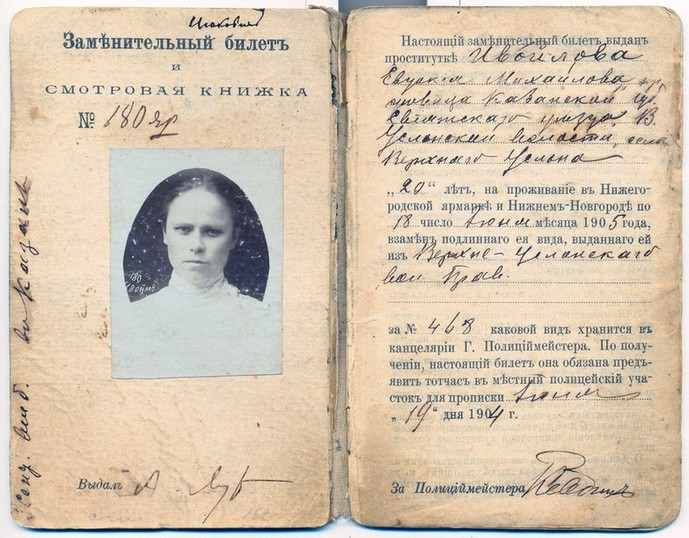
Passeport d'une prostituée de l'Empire russe (1904)

Cependant, le passeport jaune joue un rôle particulier pour d'autres femmes juives qui l'échangent contre leurs propres papiers afin de leur permettre d'habiter hors de la zone de Résidence (Pale of Settlement) qui était la région ouest de l'Empire russe frontalière avec les puissances d'Europe centrale, où les Juifs étaient cantonnés par le pouvoir impérial de 1791 à 1917. Des milliers de femmes juives prennent sur elles d'être stigmatisées et de devoir passer un examen médical humiliant bihebdomadaire dans les postes de police (jusqu'en 1909), sans être des prostituées, dans le but d'échapper à la zone de résidence et à sa misère, et de recevoir une meilleure éducation à Moscou ou Saint-Pétersbourg,.
Cette situation est utilisée dans l'intrigue de nombreuses œuvres artistiques du début du XXe siècle : Czarna Książeczka, Der Gelbe Schein, The Yellow Ticket, Le Passeport jaune...

#### Émigration vers l’Europe occidentale et l’Amérique

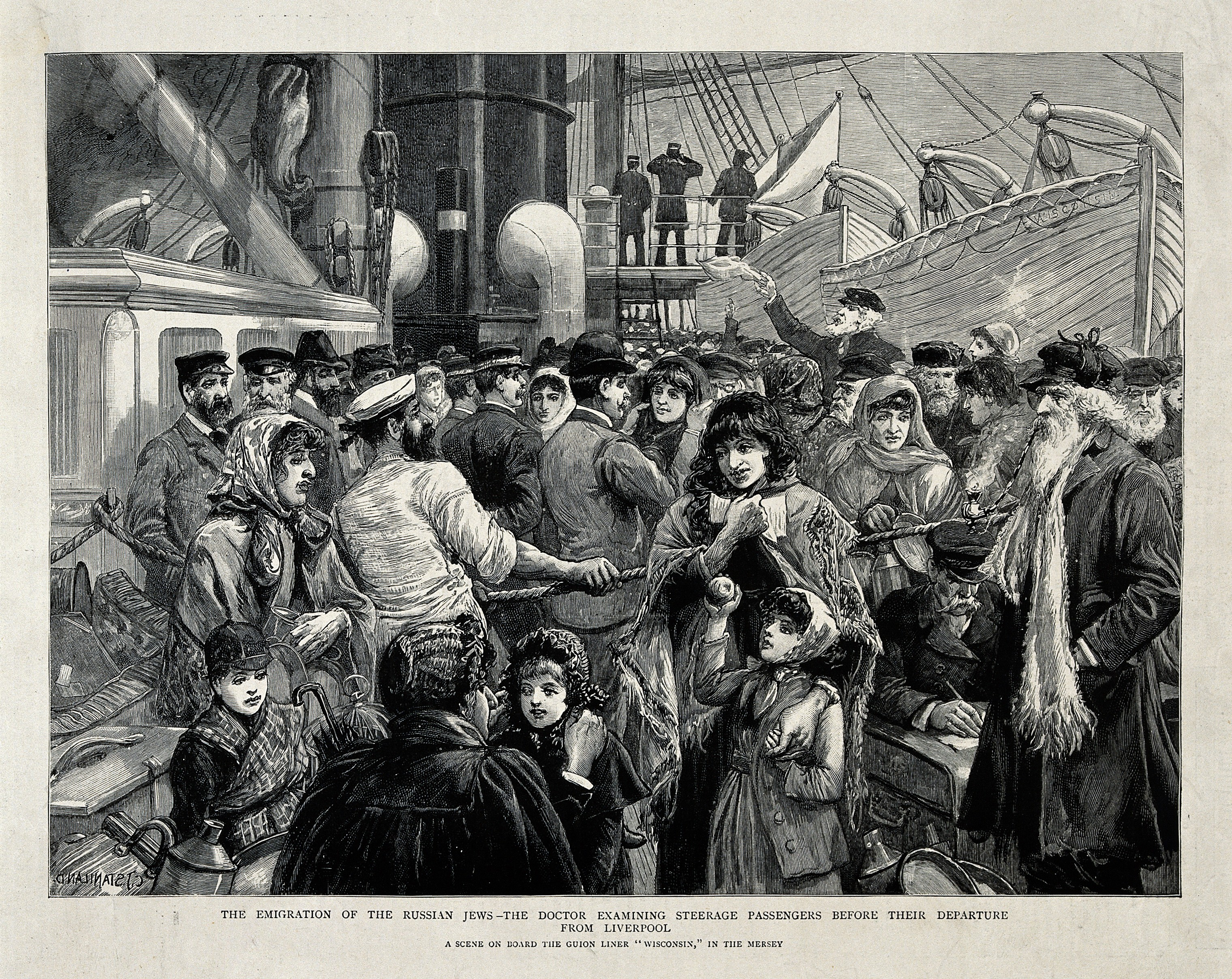
Juifs russes devant être auscultés avant leur émigration de Liverpool (1891)

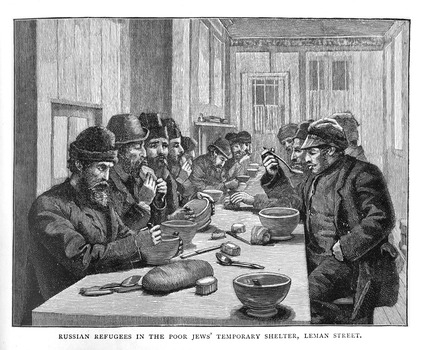
Réfugiés russes dans un abri temporaire pour Juifs indigents en Grande-Bretagne par E. G. Cohen (1891)

Les Juifs de classe moyenne amorcent le mouvement migratoire vers l'Occident, plus particulièrement vers les États-Unis. 
Les classes supérieures ne font pratiquement pas partie de ces mouvements. Les émigrants sont motivés par le facteur politique, mais c'est la situation sociale et économique qui les décide à franchir le pas.

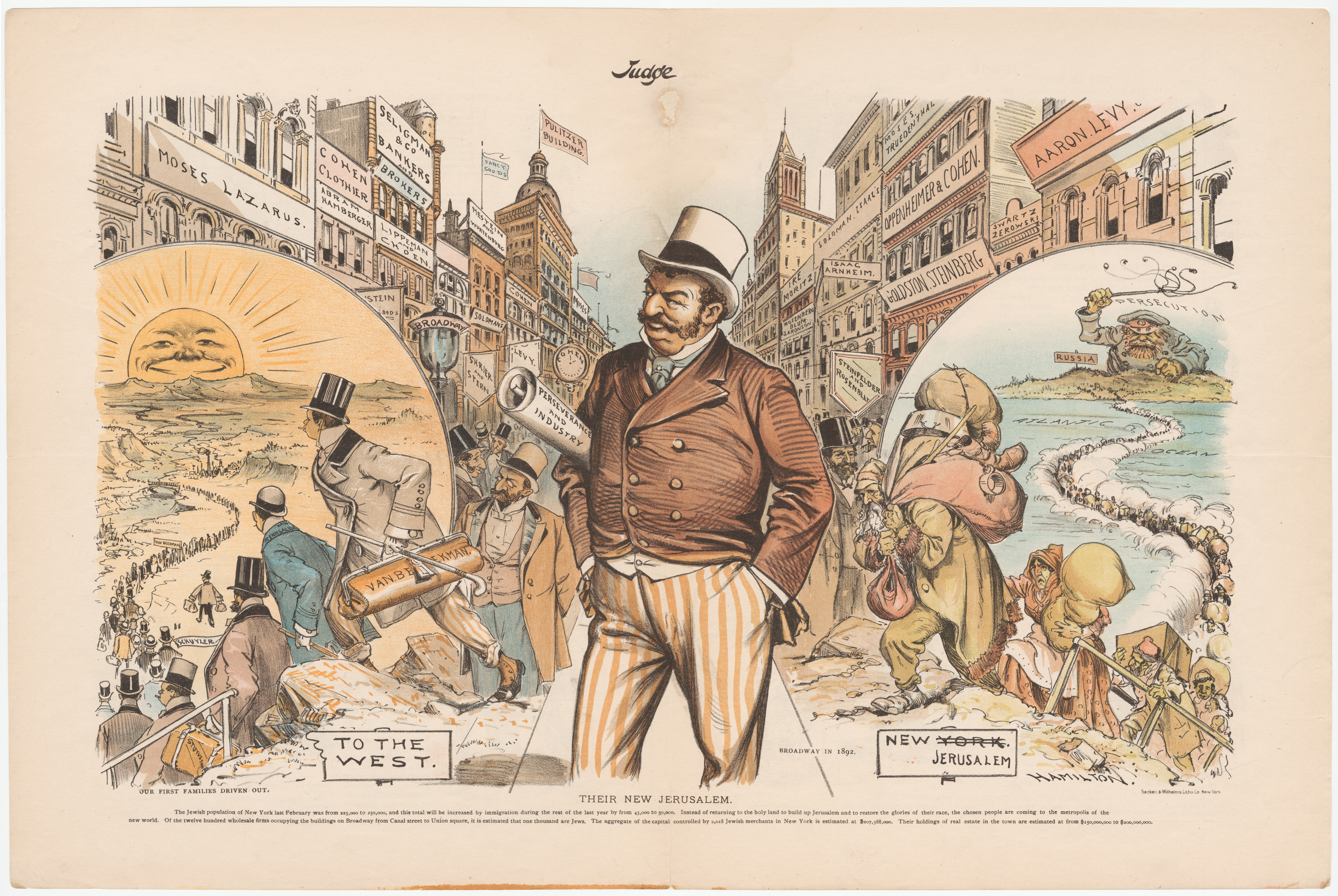
« Leur Nouvelle Jérusalem », caricature du magazine Judge (1892) montrant des Juifs chassés de Russie par les fouets de la persécution, arrivant à New York en haillons et devenant prospères notamment à Brodway grâce à leurs « persévérance et industrie ». Pendant ce temps, les descendants des « premières familles » de la ville (colons hollandais protestants, Schuyler,) se dirigent vers l'Ouest américain à la recherche de nouvelles opportunités.

Théoriquement, la législation russe interdit l'émigration, mais le gouvernement ferme les yeux et parfois encourage l'émigration, qui débute lentement dans la fin des années 1860, prend une ampleur considérable dans les années 1870, puis atteint des proportions massives en 1880 et début 1881, avec le déclenchement des pogroms.
Les pogroms donnent une impulsion majeure à la poussée migratoire. Environ 3 millions de Juifs quittent l'Empire russe pour l’Occident, ils s'installent principalement en Amérique mais aussi en Angleterre, en France, et, ceux ralliés au mouvement sioniste, en Palestine.
Les dirigeants rabbiniques du judaïsme russe s’opposent catégoriquement à l'émigration que ce soit en Amérique ou en Palestine, de crainte que les émigrés se détachent du judaïsme traditionnel dans leur terre d’accueil. 

#### Vie religieuse

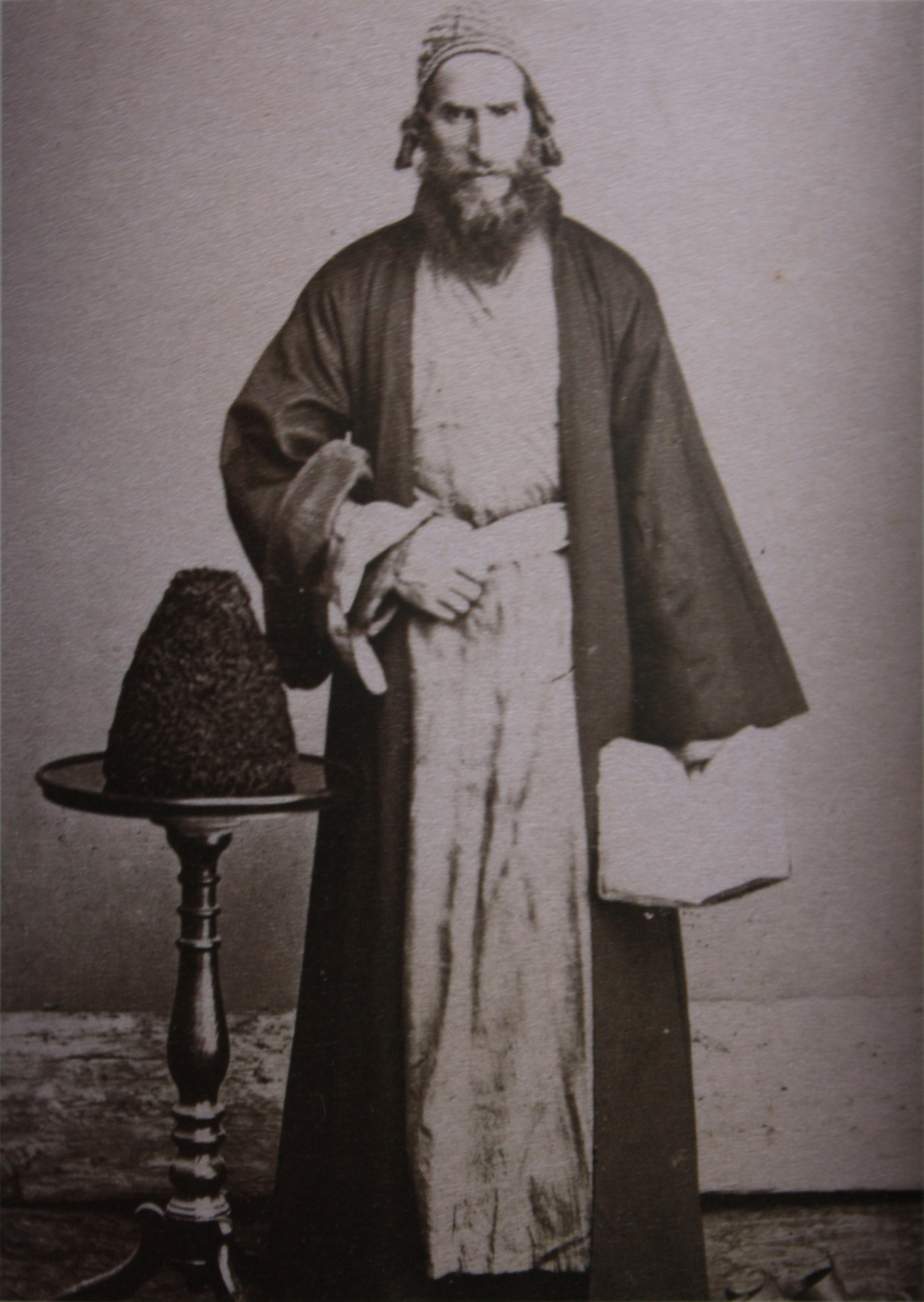
Rabbin d'Iméréthie, par D. Yérmakov (entre 1845 et 1916)

Les changements juridiques, démographiques, sociales et économiques dans la vie des Juifs russes va de pair avec la révolution religieuse et culturelle du XIXe siècle et des premières années du XXe siècle. La plupart des Juifs russes sont, à la fin de la période impériale, traditionalistes et pratiquent le judaïsme quotidiennement. Cependant, le judaïsme russe est sous l'influence contradictoire du mouvement moderne des Lumières et du judaïsme traditionnel. Pendant les 50 années séparant les partitions de la Pologne et le règne de Nicolas Ier, le hassidisme se répand comme une traînée de poudre auprès de la plupart des Juifs d'Europe orientale, capturant l'esprit et le cœur de la majorité des Juifs en Ukraine et au royaume du congrès, où les cours des rebbes hassidiques prospèrent, acquérant une grande influence spirituelle, politique et même économique.

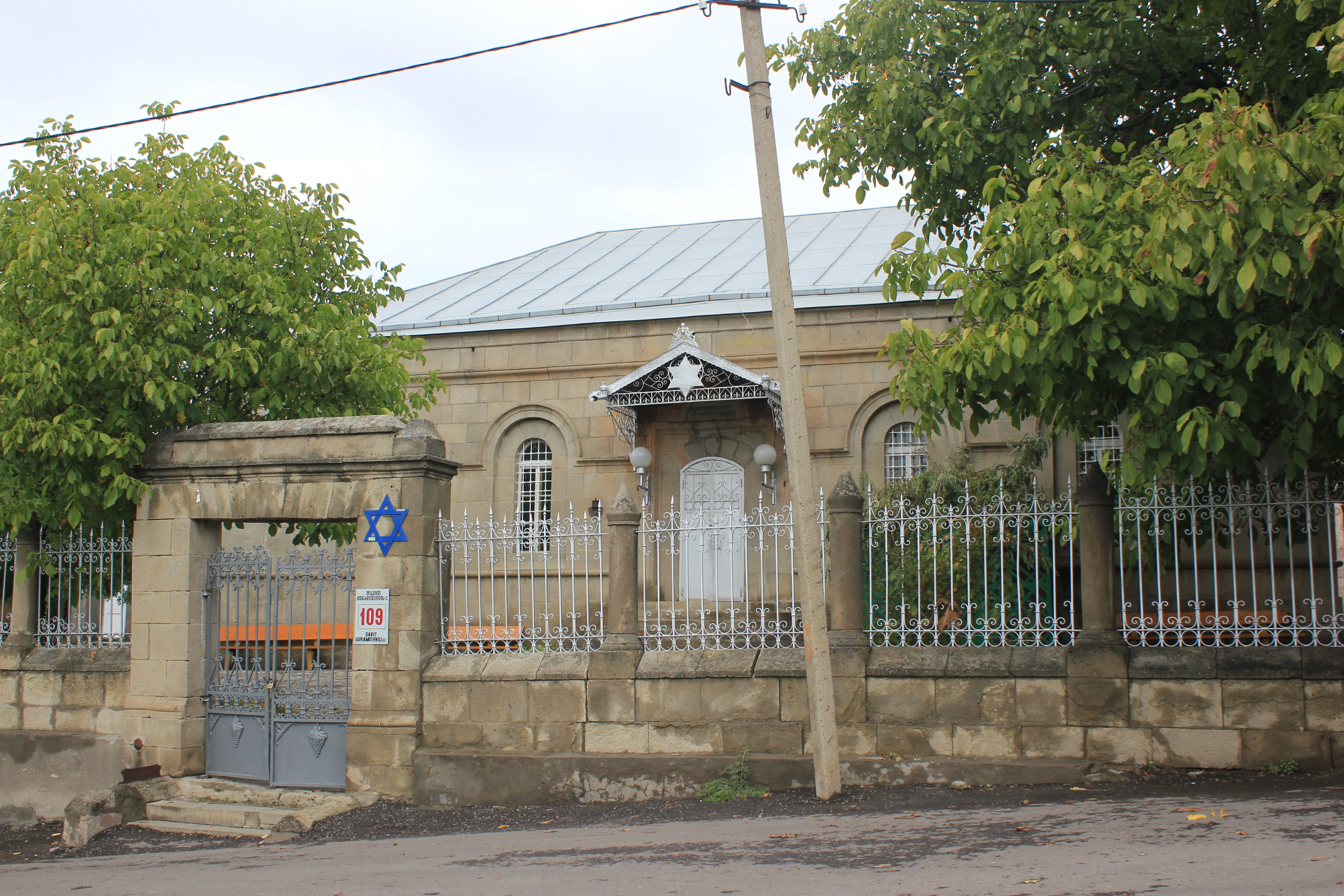
Synagogue d'Akhaltsikhe, construite en 1863 et restaurée en 2011

Seule la majorité des Juifs de Lituanie et de Biélorussie (les bastions de l'opposition au hassidisme et regroupés par les Juifs sous le nom de Lita) ne rejoignent pas le hassidisme, mais même ici, des percées importantes sont faites par des groupes tels que les hassidim de Karlin dans la région de Pinsk et le mouvement Habad, basée dans les petites villes de Liubavich (Loubavitch) et Liady. Les dirigeants rabbiniques et les intellectuels juifs de Lituanie et de Biélorussie, appelé Mitnagdim, adversaires du hassidisme, s’opposent idéologiquement et institutionnellement au hassidisme.

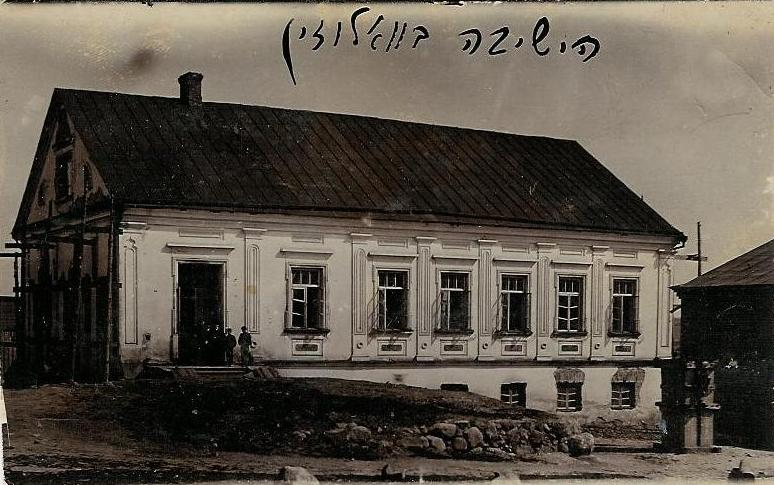
Yeshiva de Volojine

Rabbi Hayim Ben Yitshak de Volozhin, leader des Misnagdim après la mort du Gaon de Vilna, développe une théologie plus spiritualisée partageant les perspectives hassidiques tout en restant fermement attachée à l'intellectualisme talmudique, summum bonum de la vie juive. Il crée également un nouveau type de yeshivot très intensives qui attirent des étudiants de toutes les régions d'Europe orientale et même certains d’outre Atlantique. Ces académies et leurs directeurs tentent d'endiguer la vague de sécularisation de la vie juive russe. Pourtant, de nombreux élèves de la yeshiva de Volojine sont attirés par la Haskalah.

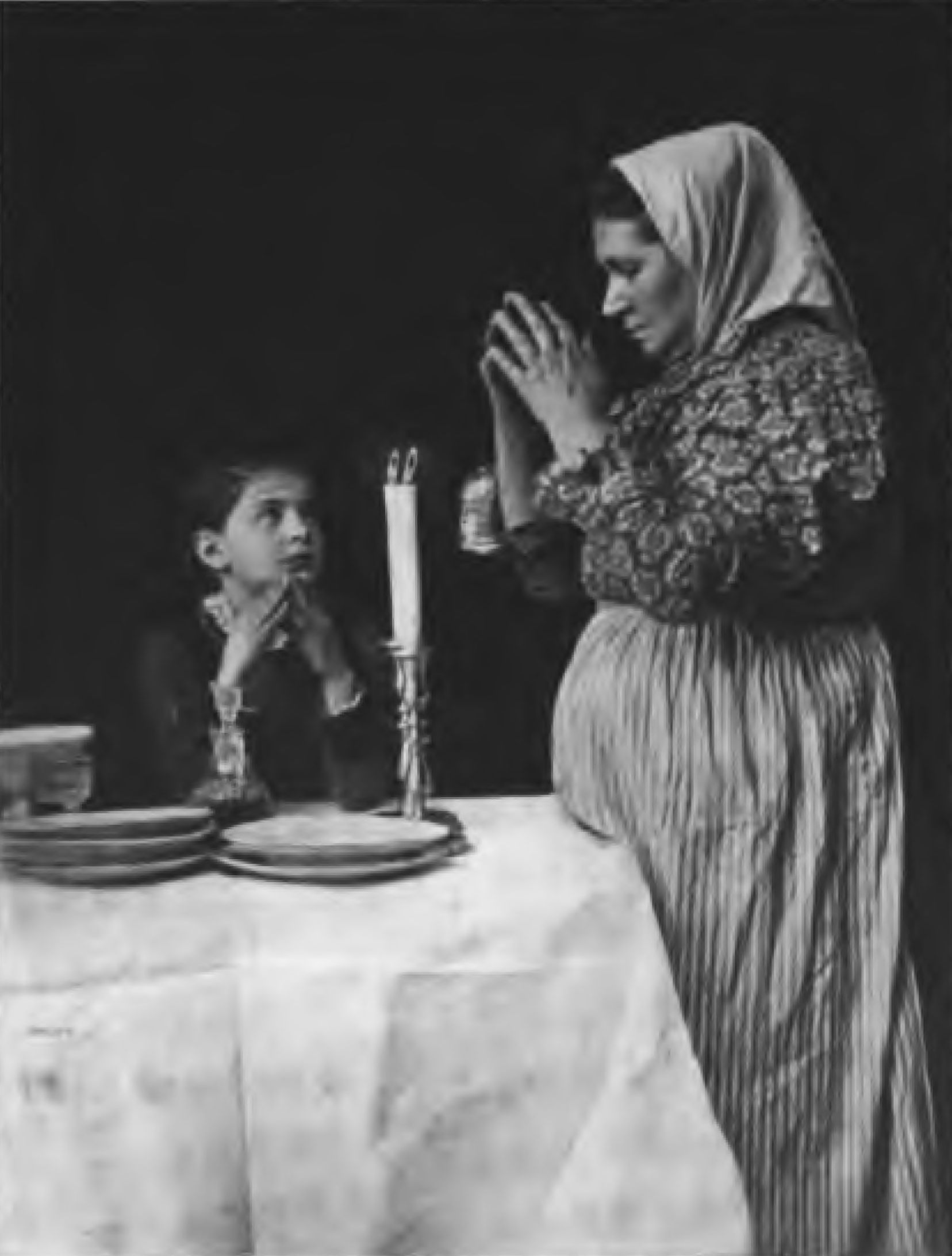
Bénédiction des bougies de Shabbat (1907)

Une autre approche est prônée par le rabbin Israel Salanter, fondateur du Mouvement du Mousar. Salanter pense qu’il faut donner plus d'attention aux enseignements moraux et éthiques et mettre en place un système disciplinaire intensif inculquant ces valeurs, permettant de protéger les juifs traditionalistes à la fois des dangers du hassidisme et de la sécularisation. Un petit mouvement orthodoxe moderne se développe à la fin du XIXe siècle et au début du XXe siècle qui essaye de synthétiser judaïsme traditionnel et éducation moderne. Un nombre encore plus petit de Juifs venant presque exclusivement des classes moyennes supérieures et vivant dans les grandes villes, embrassent une version russe du mouvement libéral ou du judaïsme réformé.

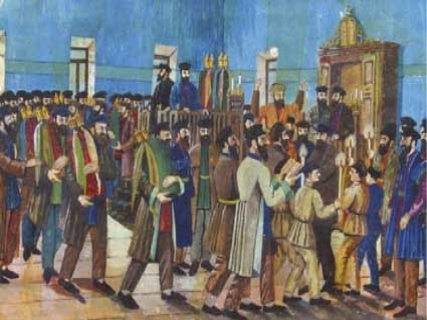
« Prières à la synagogue » par S. Koboshvili (1937 -1941)

Au cours de la période impériale, les Juifs abandonnent de plus en plus le judaïsme traditionnel. Alors que les idéaux de la Haskala, les Lumières juives, atteignent au début, seulement quelques intellectuels juifs, avant de se tourner vers des mouvements du sionisme et du socialisme plus radicaux, la majorité des Juifs russes commence à souscrire de plus en plus aux idéaux des Lumières. Ils commencent à parler russe et à devenir des consommateurs de la culture russe, même s'ils conservent le yiddish comme langue maternelle. De plus en plus de Juifs commencent à fréquenter les écoles russophones primaires et secondaires, puis les universités. Ce processus de russification s’intensifie pendant la période soviétique, lorsque le russe devient la langue principale de la plupart des Juifs russes. Dans les provinces polonaises de l'empire, un processus similaire de polonisation a lieu. 
L'acculturation est souvent accompagnée de la politisation des Juifs.

#### Politisation

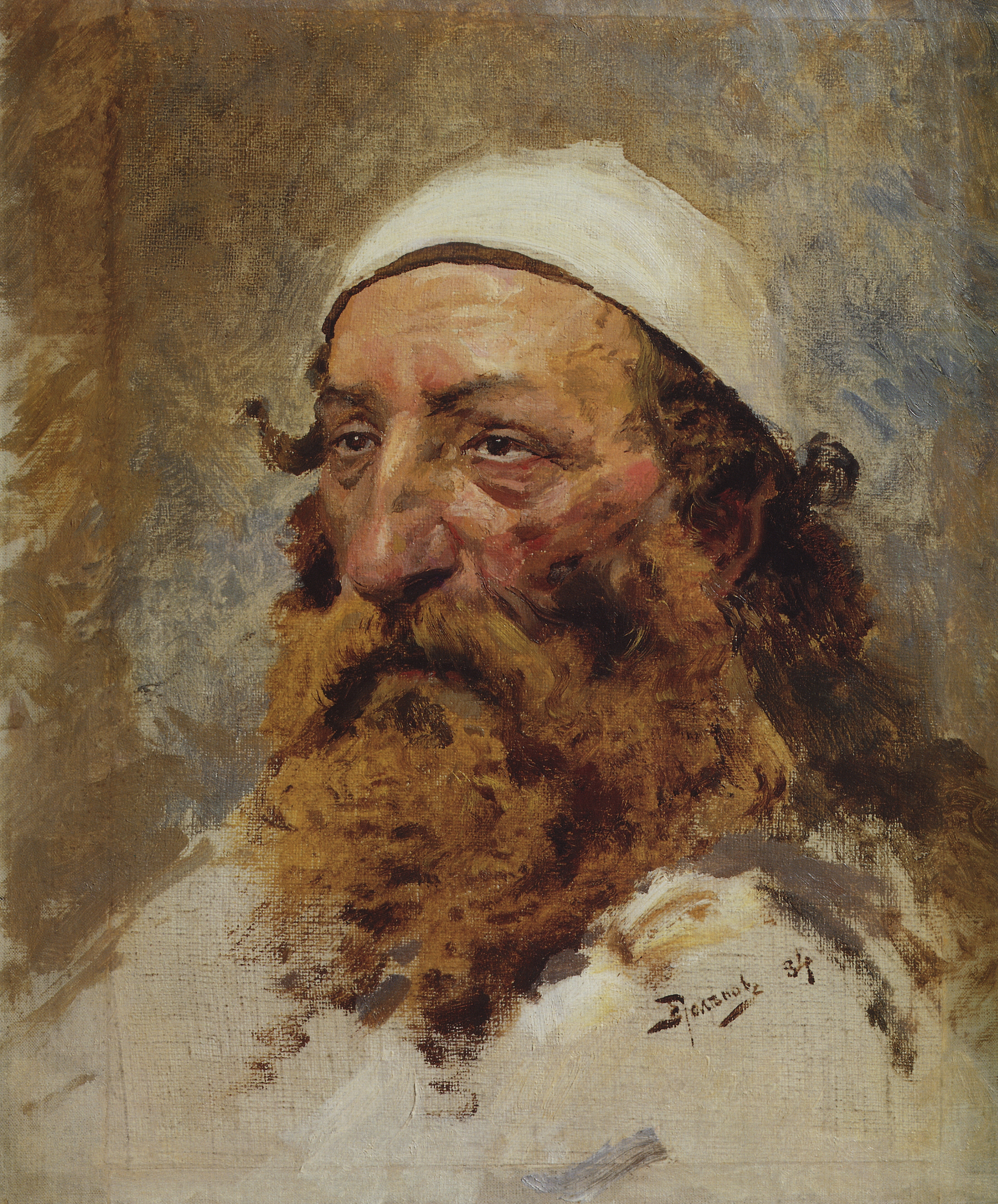
Tête de Juif par Vasily Polenov (1884)

La montée de nouveaux mouvements politiques juifs russes marque un important tournant de l’histoire des Juifs. Les premiers signes d'un nationalisme juif moderne apparaissent à la fin des années 1860 et dans les années 1870. Un petit nombre d'intellectuels juifs russes appliquent les principes du nationalisme moderne européen au cas des Juifs. Si des personnalités telles que Perets Smolensky, Mosheh Leib Lilienblum, et Lev Pinsker pensent d’abord que le nationalisme juif peut réussir sur le sol russe, ils rejoignent ensuite l’avis d’Eli'ezer Perlmann, connu plus tard comme Eli'ezer Ben-Yehouda et soutiennent à la fin des années 1870 que le nationalisme juif ne peut être fondé qu’en Terre d'Israël, dans une communauté juive de langue hébraïque. Cet argument gagne de nombreux adeptes dans le sillage des pogroms de 1881-1882, et un mouvement connu sous le nom Hibat Tsion est établi, commis à la fois à la diffusion de ces idées en Europe orientale et à la fondation de colonies agricoles en Palestine.
Bien que le Hibat Tsion attire un bon nombre d'intellectuels juifs, il n’arrive pas à faire des percées majeures au sein des masses et semble être en voie de disparition dans les années 1890, jusqu'à ce qu'il soit transformé inéluctablement par la création du mouvement sioniste en Occident par Theodor Herzl. Des centaines de milliers de Juifs russes deviennent ainsi adeptes du mouvement sioniste, plus particulièrement sous l'égide de l'adversaire de Herzl, le penseur Ahad Ha-Am. Mais le sionisme sur toutes ses formes est combattu par la grande majorité des rabbins d’Europe de l’est, tant hassidiques que Mitnagdim, qui voient ce mouvement comme hérétique. Ainsi, un des grands rabbins Loubavitch, Dov Baer Schneerson accuse les sionistes de promouvoir une identité juive démunie de toute allégeance à la Torah. Ils déplorent également la perte d’identité de certains juifs qui rejoignent le mouvement socialiste.
Le socialisme et l'anarchisme commencent à attirer des adeptes parmi les Juifs de Russie dans les années 1860 et 1870 et augmentent considérablement à la suite de 1881 et 1882, dans le sillage de l'industrialisation et la prolétarisation des centaines de milliers de travailleurs juifs, au tournant du siècle. Ainsi, en 1897, alors que Theodor Herzl fonde l'organisation sioniste à Bâle, en Suisse, l'Union générale des travailleurs juifs de Lituanie, de Pologne et de Russie connu sous le nom yiddish de Bund, est fondé à Vilna. Ce parti est une synthèse du socialisme et du nationalisme juif opposé au sionisme. Le Bund entre en conflit avec le Parti social-démocrate russe, qui exige l'unité de l'action socialiste parmi tous les militants de l'Empire, y compris Juifs, entraînant la scission temporaire du Bund, et laissant à Vladimir Lénine et à ses sympathisants la majorité du Parti social-démocrate, d'où le changement de sens des mots russes bolchevik et menchevik qui de « maximalistes » et « modérés » vont désormais signifier « majoritaires » et « minoritaires », ces derniers restant proches des Bundistes.
Des groupes juifs tentent de synthétiser sionisme et socialisme ou anarcho-socialisme, tandis que d’autres tentent de concilier sionisme et judaïsme orthodoxe. Nombre de Juifs citadins et intellectuels remplacent leur judéité par des engagements anarchiste ou socialiste, plus tard communiste, devenant athées. Parmi les socialistes du Parti constitutionnel démocratique devenus bolcheviks, un certain nombre, selon leurs compétences, atteint des positions importantes dans le parti bolchevik, ce qui nourrira le mythe du « judéo-bolchévisme ».

#### Renouveau littéraire
La nouvelle intelligentsia nationaliste, sioniste ou socialiste s’exprime à travers les nouvelles écoles littéraires créées par et pour les Juifs dans l'empire russe. Tout d'abord, la Haskalah engendre une renaissance de la littérature hébraïque. Basée en particulier à Vilna, Odessa, et Saint-Pétersbourg, elle compte dans ses rangs un grand nombre de poètes, essayistes, romanciers et journalistes. Bien que la portée de cette école soit limitée à ceux qui peuvent lire l'hébreu, le succès de cette floraison littéraire peut être mesuré par le fait qu’à la fin des années 1880 et au début des années 1890, il existe deux quotidiens en hébreu dans la capitale russe. Dans les années 1890, le plus grand poète hébreu de la période moderne, Hayim Nahman Bialik, commence à publier ses ouvrages.

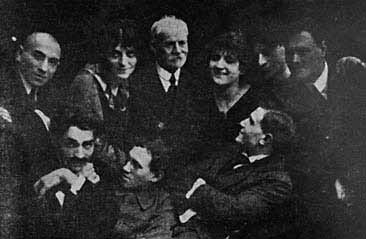
L'écrivain Yacov Dinezon avec les acteurs du Théâtre juif de Vilna (avant 1919)

Le mouvement de littérature yiddish naissant, qui prend aussi ses racines dans la Haskalah et trouve un soutien parmi un petit groupe d'intellectuels attirés par la pensée nationaliste et populiste, trouve un public bien plus large. La littérature yiddish moderne prend généralement pour origine la publication en 1864 du roman Dos kleyne mentshele (« La petite personne ») de Mendele Moïkher Sforim (Sholem Yankev Abramovitch). Les écrivains les plus importants qui suivent Abramovitsh sont Cholem Aleikhem (Sholem Rabinowitz), et Isaac Leib Peretz. Cependant, des centaines de milliers, voire des millions de Juifs apprennent à lire, écrire et à penser en russe et en polonais, d’où l'émergence de deux cultures juive russe et juive polonaise qui comblent les besoins d'une nombre croissant de jeunes Juifs qui n’ont qu’une légère connaissance du yiddish, et souvent aucune connaissance de l’hébreu. Ces deux cultures veulent montrer aux Juifs établis en Russie et aux mouvements libéraux polonais, que les Juifs peuvent s’émanciper sans pour autant s’assimiler.
Ainsi, entre les partitions de la Pologne et la révolution russe, la plus grande communauté juive du monde change de façon spectaculaire dans tous ses aspects. La communauté juive de Russie est six fois plus grande qu’un un siècle et demi plus tôt, et font difficilement face aux défis économiques et sociaux. Ils ont une créativité culturelle, religieuse, politique et littéraire riche et dynamique, mais ils sont aussi de plus en plus divisé, et souvent amèrement, autour des nouvelles lignes idéologiques et religieuses. En somme, la communauté juive russe en 1917 est à la fois d’une créativité extraordinaire et une société profondément troublée par ses divisions internes.

## Révolution bolchevique

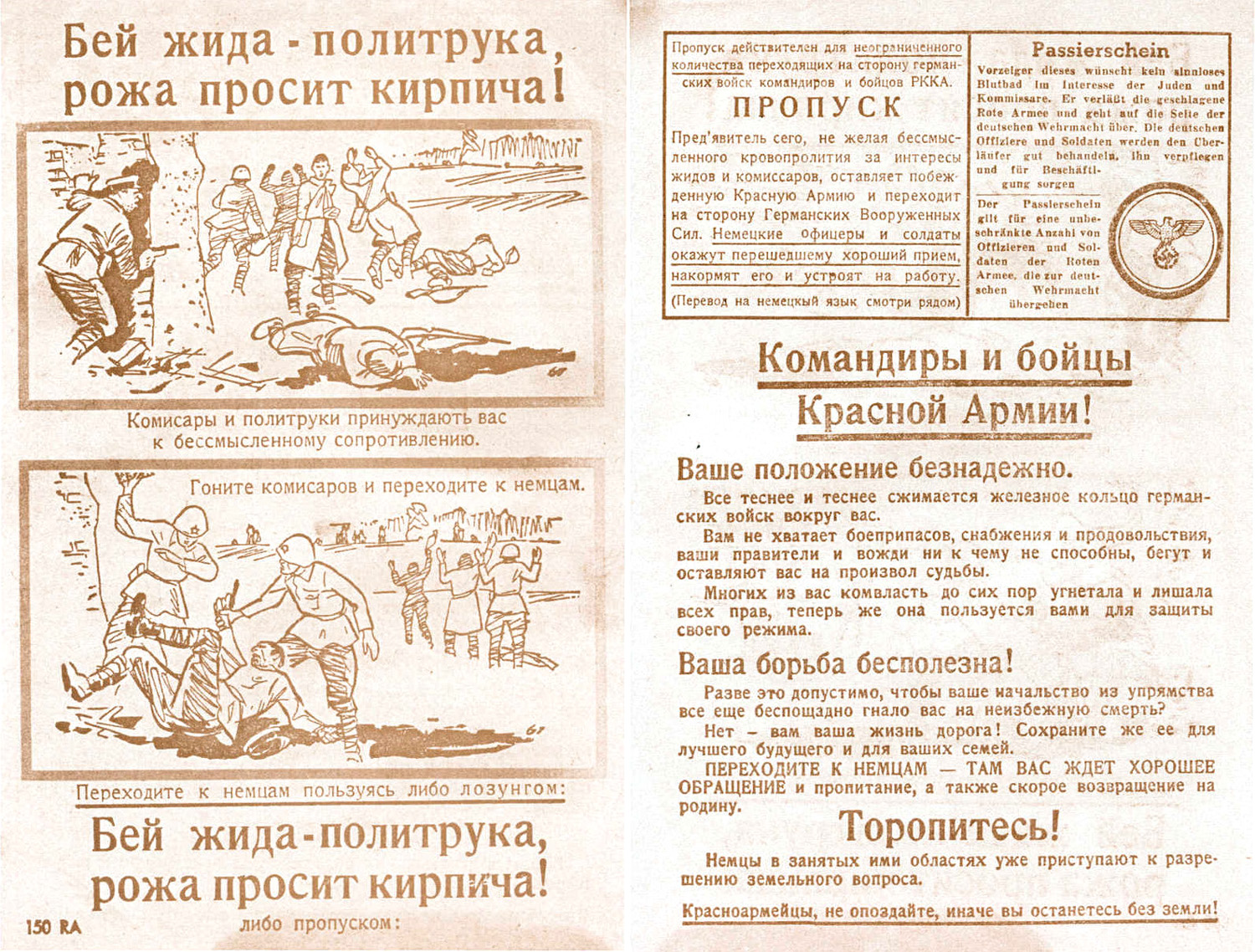
Tract de propagande allemande : « Tuez le Juif... ! » (juin 1941)

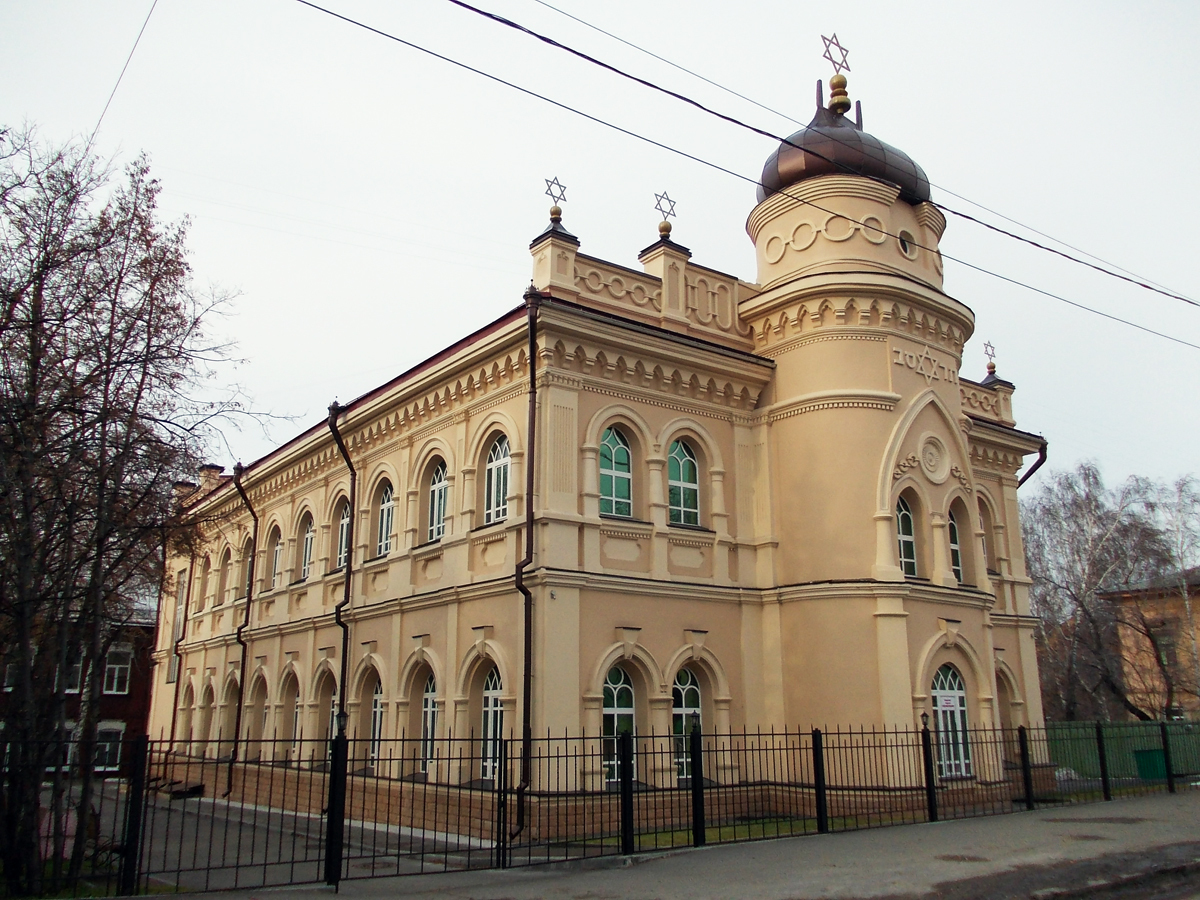
Synagogue chorale de Tomsk, la plus vieille synagogue de Sibérie

L'histoire des Juifs en URSS se réfère aux Juifs des différentes régions de l'Union soviétique durant l'existence de la Russie soviétique (1917-1922) et de l'URSS (1922-1991). Ces communautés diffèrent les unes des autres dans leur histoire, leurs coutumes et leurs traditions, mais partagent l'expérience de la vie sous le communisme concret, au pouvoir, où toute expression religieuse et nationaliste est fortement réprimée. Les principaux événements et développements dans l'histoire de la population juive de l'Union soviétique reflètent celles de l'État lui-même. La révolution russe de février 1917 qui inaugura la république socialiste russe et le coup d'État bolchevik d'Octobre qui l'abattit, furent rapidement suivis par une guerre civile (1918-1920), qui laissa le pays en ruine économique.
Pour les Juifs, cette période signifia d'une part l'abolition des discriminations antérieures, la condamnation officielle de toute forme de racisme et d'antisémitisme, et l'ouverture de l'« ascenseur social » soviétique à tout citoyen sans distinction d'origines et de religion, mais d'autre part l'apparition progressive de nouvelles formes d'antisémitisme sur fond idéologique communiste, au nom d'un « internationalisme prolétarien » et d'un athéisme d'État qui condamnaient le judaïsme culturel comme « cosmopolite et nationaliste bourgeois », et le judaïsme religieux comme « archaïsme rétrograde ».
Selon le recensement de 1926, la population de la RSFSR comprend plus de 585 000 Juifs. En 1939, 956 600 Juifs vivent en RSFSR soit près de 33 % des 2 870 000 Juifs d'URSS. L’accroissement de la population juive des grandes villes soviétiques est dû à l'abolition de la zone de Résidence : par exemple de 28 000 Juifs à Moscou en 1920, on passe à 250 100 en 1939. Alors qu'il y avait moins de 25 000 Juifs à Petrograd en 1920, il a près de 200 000 Juifs à Leningrad en 1939. Les Juifs sont installés dans pratiquement toutes les grandes villes d'URSS. En 1939, ils sont 27 000 à Rostov-sur-le-Don, 14 000 à Smolensk, près de 8 000 à Sverdlovs'k et 5 400 à Khabarovsk.Les nouvelles villes créées au cours de la grande industrialisation du premier plan quinquennal (1928-1932) en accueillent aussi, comme Magnitogorsk où vivent 964 Juifs.
Ces populations de Russie sont plus assimilées que les autres Juifs d'URSS, moins d'un quart ayant une langue maternelle juive et plus de 40 % des hommes juifs et près de 37 % des femmes juives ayant épousé des non-Juifs, soit le taux le plus élevé de mariages mixtes parmi les Juifs.

## Après la chute de l'URSS

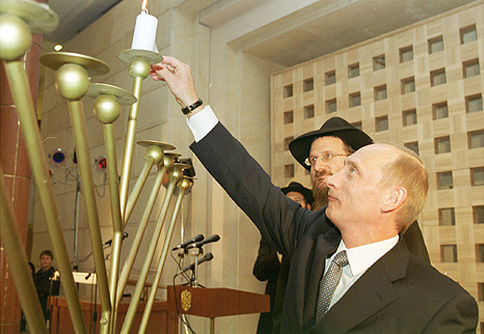
Le président Vladimir Poutine allume une hanoukkia avec le grand rabbin de Russie (2000)

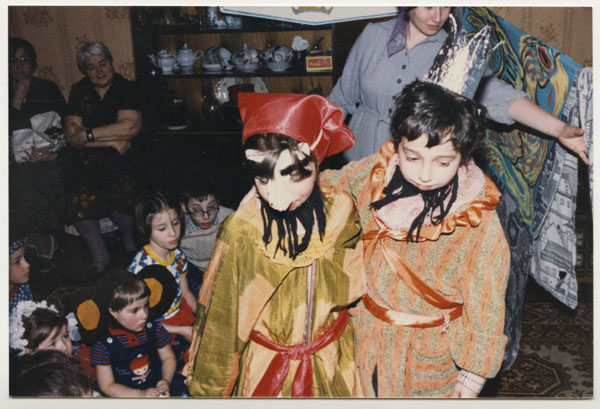
Fête de Pourim à Leningrad (1984)

Après la chute de l'URSS, le judaïsme est officiellement une des quatre religions d'état en Russie, avec le christianisme orthodoxe, l'islam et le bouddhisme. 
Les Juifs constituent environ 0,16 % de la population selon le recensement de 2002. Les Juifs russes sont pour la plupart laïques et se reconnaissent plutôt juifs par ethnicité que par religion, même s'ils montrent un intérêt croissant pour la culture juive, grâce, en particulier, au mouvement loubavitch.

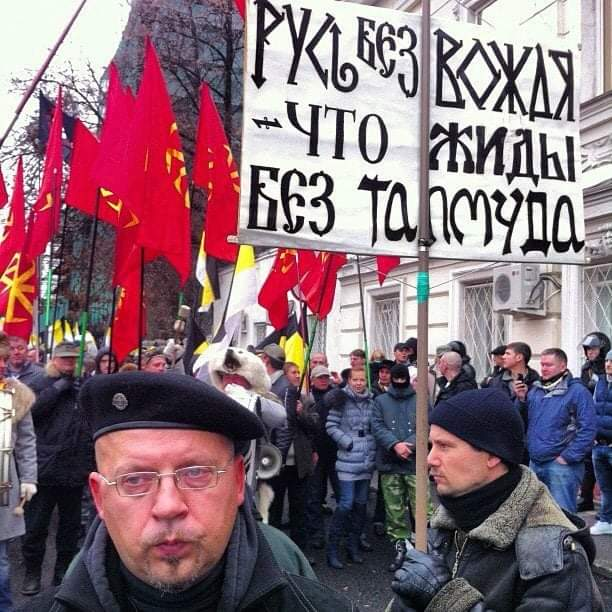
Banderole indiquant « La Russie sans chef, ce sont les Juifs sans le Talmud », lors de la Marche russe à Moscou (2012)

L'invasion de l'Ukraine par la Russie en 2022 entraîne une détérioration de la situation des Juifs en Russie : beaucoup sont opposés à cette guerre et sont affectés par les sanctions économiques occidentales. Ainsi, en juillet 2022, l'Agence juive estime que 44 000 personnes sont parties vers Israël depuis le début de la guerre, dont le rabbin Pinchas Goldschmidt (en), grand-rabbin de Moscou et chef de la Conférence des rabbins européens — qui sera qualifié officiellement « d'agent étranger » en juillet 2023 —. En juillet 2022, les autorités russes menacent d'interdire les opérations de l'Agence juive en Russie en l'accusant d'avoir violé une loi sur la collecte de données de citoyens russes. La possibilité d'émigration pour les Juifs russes se trouve donc aussi menacée.

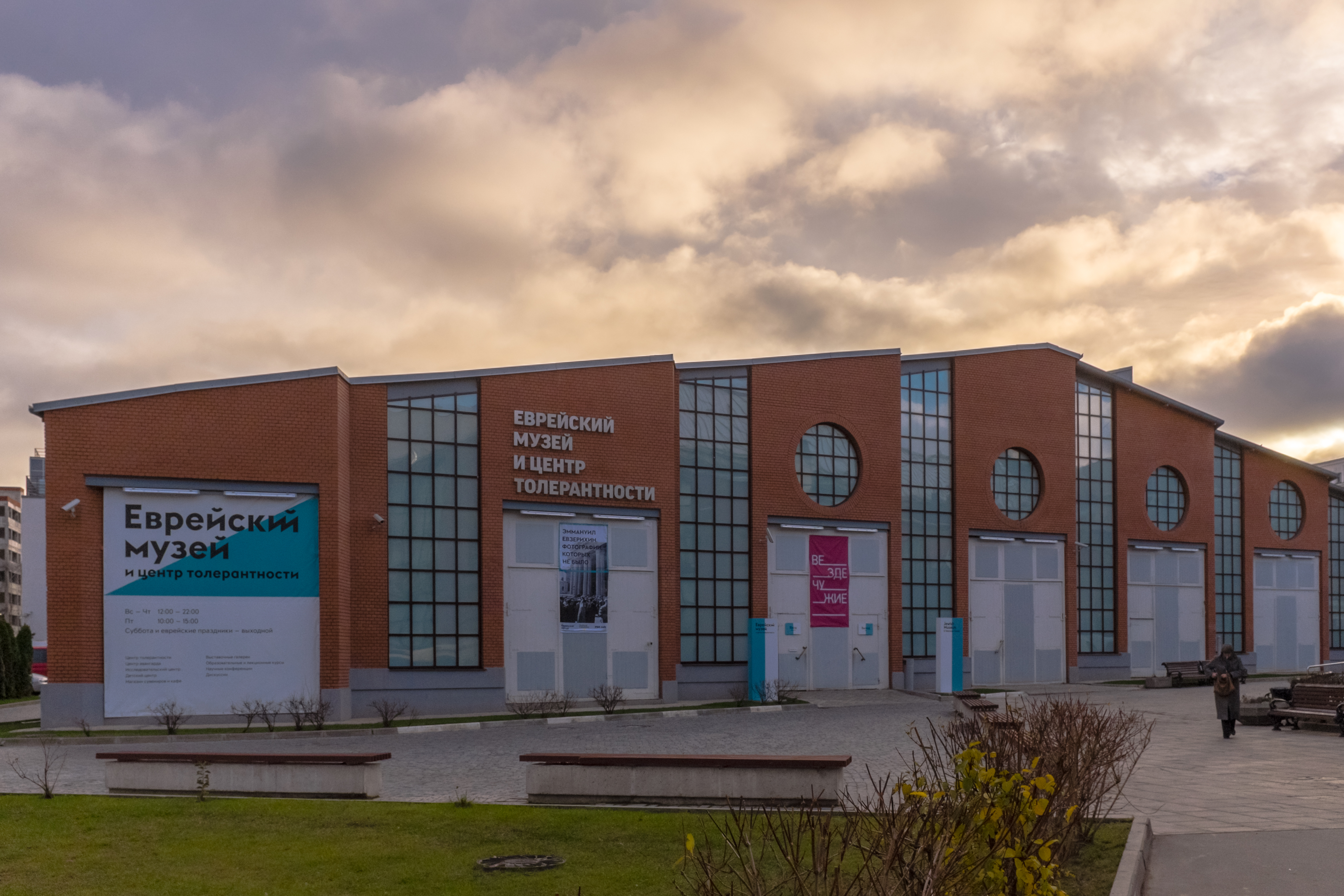
Le Musée juif et Centre de tolérance de Moscou, le plus grand musée juif du monde

## Personnalités
- Shneur Zalman de Liozna (Baal HaTanya) (1745-1812), fondateur du mouvement habad-loubavitch
- (en)Kalonimus Wolf Wissotzky (1824 - 1904), fondateur de l'entreprise internationale des Thés Wissotzky.
- (en)Herzel Yankel Tsam (1835–1915), cantoniste enrôlé à 17 ans, un des rares officiers juifs de l'armée tsariste à ne pas se convertir au christianisme.
- (en)David Baazov (1883–1947), rabbin d'Akhaltsikhe (1918)